# Baltimore
Vous lisez un « article de qualité » labellisé en 2008.
Cet article concerne la ville du Maryland. Pour les autres significations, voir Baltimore (homonymie).
Baltimore (en anglais /ˈbɔl.tɨˌmɔɹ/) est une ville du Nord-Est des États-Unis située dans l'État du Maryland. Constituant un des plus grands ports maritimes de la côte est, la ville abrite la prestigieuse université Johns-Hopkins et, dans sa banlieue, un campus de l'université du Maryland. Toutefois, un quart de sa population (24,3 % en octobre 2013) vit sous le seuil de pauvreté, ce qui la classe en 56e position des villes les plus pauvres des États-Unis. 11 % de la population était sans emploi en 2012.
Située au centre de l'État et à l'embouchure du fleuve Patapsco dans la baie de Chesapeake, elle-même donnant sur l'océan Atlantique, c'est la ville la plus peuplée du Maryland, avec 585 708 habitants selon le recensement de 2020. L'agglomération de Baltimore-Towson comptait 2 844 510 habitants en 2020, ce qui en fait la 20e du pays. Avec Washington située à une soixantaine de kilomètres, elle constitue une vaste aire urbaine de près de 9,7 millions d'habitants. Sa position centrale sur la côte est des États-Unis en a fait historiquement un carrefour entre les États du Sud et du Nord.
Baltimore possède en outre la spécificité de n'être intégrée à aucun comté, ce qui en fait une ville indépendante depuis sa séparation du comté de Baltimore en 1851.
Forte de sa position, la ville s'est développée en tant que port important. Porte d’entrée en Amérique du Nord pour de nombreux immigrants européens, elle exportait autrefois de nombreuses marchandises vers l'Europe. Cette position stratégique lui valut également d’être le lieu d’une importante bataille navale lors de la guerre anglo-américaine de 1812.
Plus tard, la ville devint un centre naval de premier ordre et se développa également grâce à la sidérurgie. Alors qu'en 1850 Baltimore était la deuxième ville des États-Unis en nombre d'habitants, sa position est aujourd’hui bien différente après une forte baisse démographique depuis les années 1960.
La ville essaie de se redresser grâce à de nombreux projets de rénovation urbaine comme dans son port intérieur et grâce à sa culture. La ville est aussi le lieu où sont morts le poète et nouvelliste Edgar Allan Poe et de nombreux autres artistes. Elle accueille également plusieurs équipes sportives concourant dans les plus importantes divisions du pays.
En mars 2025, un an après l’effondrement du pont Francis Scott Key à Baltimore causé par la collision d’un navire, les autorités américaines soulignent l’importance de mieux évaluer la vulnérabilité des infrastructures similaires, alors que la reconstruction du pont est en cours avec une réouverture prévue en 2028.

## Toponymie

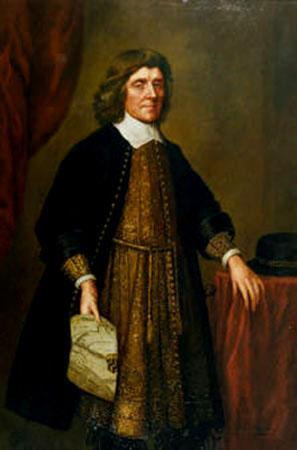
Cecilius Calvert Lord de Baltimore qui a inspiré le nom de la ville.

La ville fut nommée d'après Cecilius Calvert Lord de Baltimore, premier gouverneur propriétaire de l'ancienne province du Maryland, qui exista de 1632 à 1776. Cecilius Calvert était le fils de George Calvert, ministre d'État anglais, intronisé baron de Baltimore du domaine baptisé Baltimore Manor, qui lui fut octroyé par Jacques Ier d'Angleterre dans le comté de Longford en Irlande.
Baltimore est également le nom d'une ville côtière au sud-ouest de l'Irlande dans le comté de Cork.
Par ailleurs, on appelle les habitants de Baltimore les Baltimorians en anglais, traduit « Baltimoriens » en français.

## Héraldique
Comme toute ville américaine, Baltimore possède son propre drapeau et ses armoiries.
Ils représentent chacun le Battle Monument, un monument situé à Baltimore dédié aux vétérans de la guerre anglo-américaine de 1812. Dans leurs versions en couleur, ils reprennent les coloris jaune et noir de la famille Calvert.

## Histoire
Durant le XVIIe siècle, de nombreuses villes portuaires de la baie de Chesapeake furent fondées sous le nom de Baltimore.
Les terres du Maryland étaient relativement fertiles, ce qui développa rapidement l'activité agricole de la région. Les fermiers furent alors de plus en plus tentés d'exporter leurs productions vers d'autres régions, mais ils devaient parcourir de grandes distances pour les acheminer jusqu'au port le plus proche.
C'est pour répondre à cette demande croissante et à celle des producteurs de tabac que l'assemblée générale de la colonie du Maryland créa le port de Baltimore en 1706. Néanmoins, la reconnaissance officielle de la ville de Baltimore ne fut votée que le 30 juillet 1729.

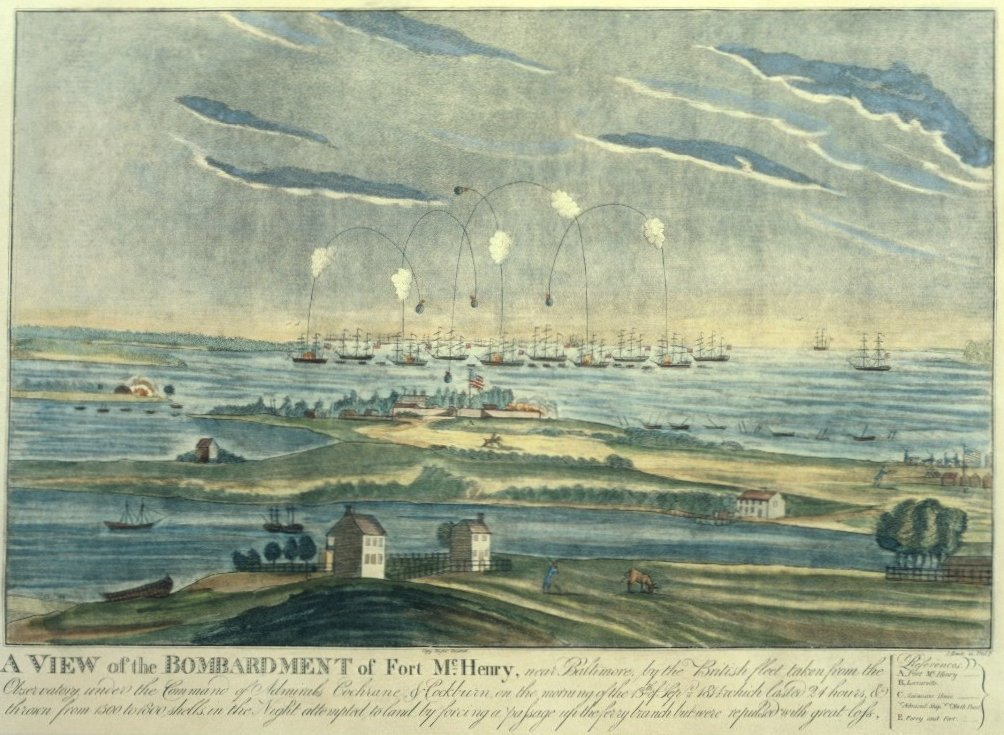
Rendu d'artiste de la bataille du Fort McHenry en 1814.

L'activité portuaire se développa rapidement et la ville, grâce à sa taille importante, devint le siège du comté de Baltimore en 1768. Le commerce fut stimulé par les importations de sucre, la ville présentant l'avantage d'être plus proche des Caraïbes que d'autres ports comme New York ou Boston, ce qui réduisait les temps et coûts de transport. Baltimore fut néanmoins frappée par les tensions anglo-américaines qui menèrent à la révolution américaine. La ville souffrit des embargos et des restrictions que le gouvernement britannique tenta d'imposer. Les Baltimoriens se rangèrent de ce fait en majorité du côté de l'armée continentale lors de la guerre d'indépendance des États-Unis contre l'armée britannique. La ville, foyer d'un sentiment anti-britannique, joua un grand rôle dans la naissance de la révolution américaine. Ainsi la ville accueille le Second Congrès continental de décembre 1776 à février 1777.
À l'indépendance des États-Unis, comme New York, Boston et la capitale fédérale Philadelphie, Baltimore accueille l'une des 4 bourses rivales des États-Unis, même si Philadelphie puis New-York vont tirer leur épingle du jeu financier.
Baltimore a cependant profité des guerres napoléoniennes pour prospérer. En effet, les pays d'Europe qui étaient en guerre avaient besoin d'importer des denrées alimentaires pour subvenir à leurs besoins. L'économie navale de ces mêmes pays fut par ailleurs affaiblie car les bateaux étaient employés à des fins guerrières plutôt qu'à des fins commerciales. La ville fit alors d'énormes profits en vendant et exportant ses productions alimentaires. Français et Britanniques ne tardèrent pas à instaurer un blocus de leurs ports afin de freiner le développement du commerce américain en 1803. Bien qu'en 1809, la France reconnut le pavillon américain, l'Empire britannique continua son opposition, ce qui eut pour conséquence la guerre anglo-américaine de 1812. Durant cette guerre, un amiral britannique déclara « Baltimore est une ville condamnée à mort ». Les Britanniques, la considérant comme un « nid de pirates», tentèrent de l'attaquer à la fois par la terre et la mer en 1814. Cette bataille, connue sous le nom de bataille de Baltimore, se termina par une victoire américaine, la garnison du fort McHenry parvenant à repousser les forces britanniques et à sauver la ville. Elle inspira Francis Scott Key lorsqu'il composa le poème dont le texte fut repris plus tard pour constituer l'hymne national des États-Unis, The Star-Spangled Banner (La bannière étoilée).
La guerre finie, la ville reprit son fructueux commerce extérieur, notamment ses exportations de farine principalement vers les Caraïbes et l'Amérique du Sud. En 1825, les environs de la ville comptaient près de 60 moulins et Baltimore devint la seconde plus grande ville des États-Unis. Afin de contrer la menace que pouvait représenter le tout nouveau canal Érié reliant New York au lac Érié, un important réseau de communication fut construit, composé par exemple de la National Road ou des chemins de fer de la Baltimore and Ohio Railroad.
En 1835, Baltimore est secouée par les « émeutes de la banque », après que des épargnants modestes ont été dépossédés de leurs économies par des banquiers crapuleux. Alors que la population se rassemble pour manifester sa colère et que la tension monte, des miliciens armés par la municipalité ouvrent le feu sur la foule, abattant au moins quinze personnes.
En 1851, Baltimore acquiert le statut de « ville indépendante » après sa séparation avec le comté de Baltimore. Durant la guerre de Sécession, alors que les habitants du Maryland étaient majoritairement nordistes, la population de Baltimore était plutôt du côté des sudistes. Une émeute éclata en 1861 entre les soldats nordistes et les sudistes. Les premiers occupèrent la ville jusqu'à la fin de la guerre. L'économie de Baltimore fut gravement touchée, comme toutes les villes plus ou moins attachées aux sudistes et conquises par les nordistes. Néanmoins, elle retrouva rapidement sa prospérité grâce à son activité portuaire et à l'afflux massif d'Américains en provenance des États du sud ou bien encore d'immigrants européens. La plupart étaient attirés par la promesse de hauts salaires proposés par le secteur industriel qui se développait depuis peu dans la ville, en particulier dans le domaine de l'acier qui prit par la suite une place prépondérante dans l'économie baltimorienne.
En 1877 les cheminots de la « B&O » lancent une grève contre réductions des salaires. Le 20 juillet 1877, neuf ouvriers grévistes sont abattus par la milice du Maryland,

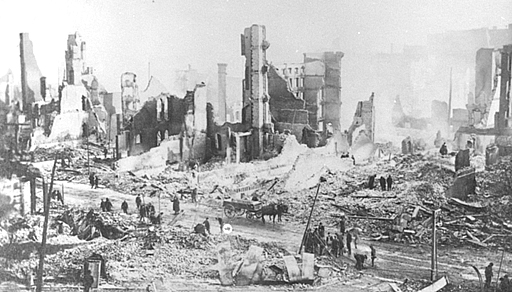
Baltimore au lendemain de l'incendie de 1904.

Le 7 février 1904, le grand incendie de Baltimore détruisit près de 1 500 bâtiments, soit la quasi-totalité du centre-ville, en ne faisant qu'une seule victime. Juste après le désastre, les paroles du maire Robert McLane furent reprises dans la presse de Baltimore : 
« Supposer que les âmes de nos concitoyens ne sortiront pas grandies de cette épreuve, c'est supposer qu'ils ne sont pas de véritables Américains. Nous nous devons de travailler à ce qu'on ne se souvienne pas du feu de 1904 comme de la marque d'un déclin mais bien d'un progrès ».
Il refusa les propositions d'assistance, déclarant : « Étant à la tête de cette municipalité, je ne peux qu'être reconnaissant de la sympathie et de l'assistance matérielle qui nous ont été proposées. Mais à toutes ces propositions, je réponds à peu près en ces termes : Baltimore prendra soin d'elle-même, merci ». La reconstruction fut rapide et permit à la ville de se doter d'un style urbanistique plus moderne.
Baltimore tira profit de l'économie de guerre des première et deuxième guerres mondiales. Sa population atteint un pic en 1950 avec 949 708 habitants : elle est alors la 6e ville la plus peuplée des États-Unis. Depuis lors, la population de la ville n'a cessé de décliner, notamment à cause du départ d'une partie des habitants du centre-ville vers les banlieues et de la désindustrialisation massive qui s'opéra lors de la seconde moitié du XXe siècle aux États-Unis. La proportion de population noire de la ville passe de 23,8 % en 1950 à 46,4 % en 1970. Comme dans d'autres villes du pays, des émeutes éclatèrent en avril 1968 à la suite de l'assassinat de Martin Luther King, obligeant l'armée à intervenir. Un total de 11 000 gardes nationaux du Maryland et troupes fédérales est nécessaire pour rétablir le calme. La ville a connu de nouveaux troubles en 1974 lorsque les enseignants, les employés municipaux et les agents de police ont fait grève.
Le paysage urbain fut marqué durant le XXe siècle par la construction de nombreux gratte-ciel. Plusieurs plans de rénovation furent également lancés en 1947, dans les années 1970 et 1980, afin de rendre le centre-ville de Baltimore plus attractif. Le port intérieur (Inner Harbor), occupé par une collection d'entrepôts abandonnés, a ainsi été transformé en quartier touristique et de nombreuses activités culturelles ont vu le jour à la suite de la construction du Baltimore Convention Center en 1979, du complexe commercial de l'Harborplace en 1980, de l'aquarium national de Baltimore (plus grande destination touristique du Maryland) en 1981 et d'un nouveau stade de baseball, l'Oriole Park at Camden Yards, en 1992.
Depuis les années 1960, Baltimore est néanmoins en crise : le déclin de l'industrie lourde, le départ des classes moyennes blanches et la baisse des revenus de la municipalité conduisent à la paupérisation de nombreux quartiers et à une forte hausse de la criminalité, tandis que la drogue aggrave les conditions de vie de la population. En 2020, la ville compte moins de 600 000 habitants, contre un million quelques décennies plus tôt. Certes, la mairie s'emploie à rénover certains quartiers et une nouvelle population de hipsters s'y installe. De grandes entreprises y ont même élu domicile, comme Amazon, qui a fait de Baltimore l'une de ses principales plateformes sur la côte Est du pays, où débarquent des porte-conteneurs venus de Chine ; mais leur mode de fonctionnement rompt avec les anciennes solidarités locales des grandes usines sidérurgiques et ne participe pas à faire renaître les lieux de sociabilité (bars, restaurants, centres commerciaux), désormais souvent fermés.
En avril 2015, la mort de Freddie Gray, alors qu'il était détenu par la police, a conduit à des manifestations et des émeutes impliquant l'intervention de la garde nationale.

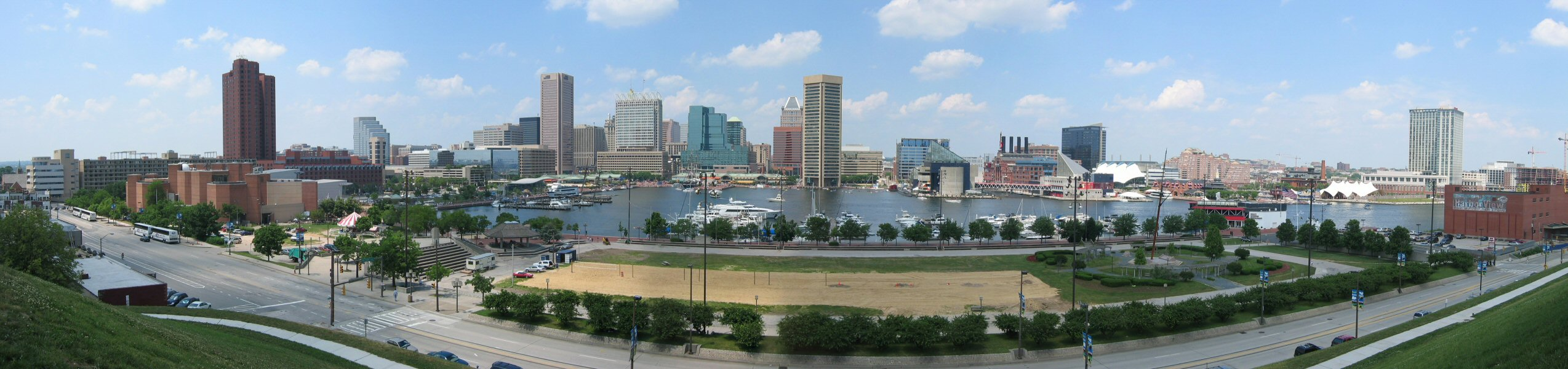
Vue panoramique du port intérieur de Baltimore.

## Géographie

### Topographie

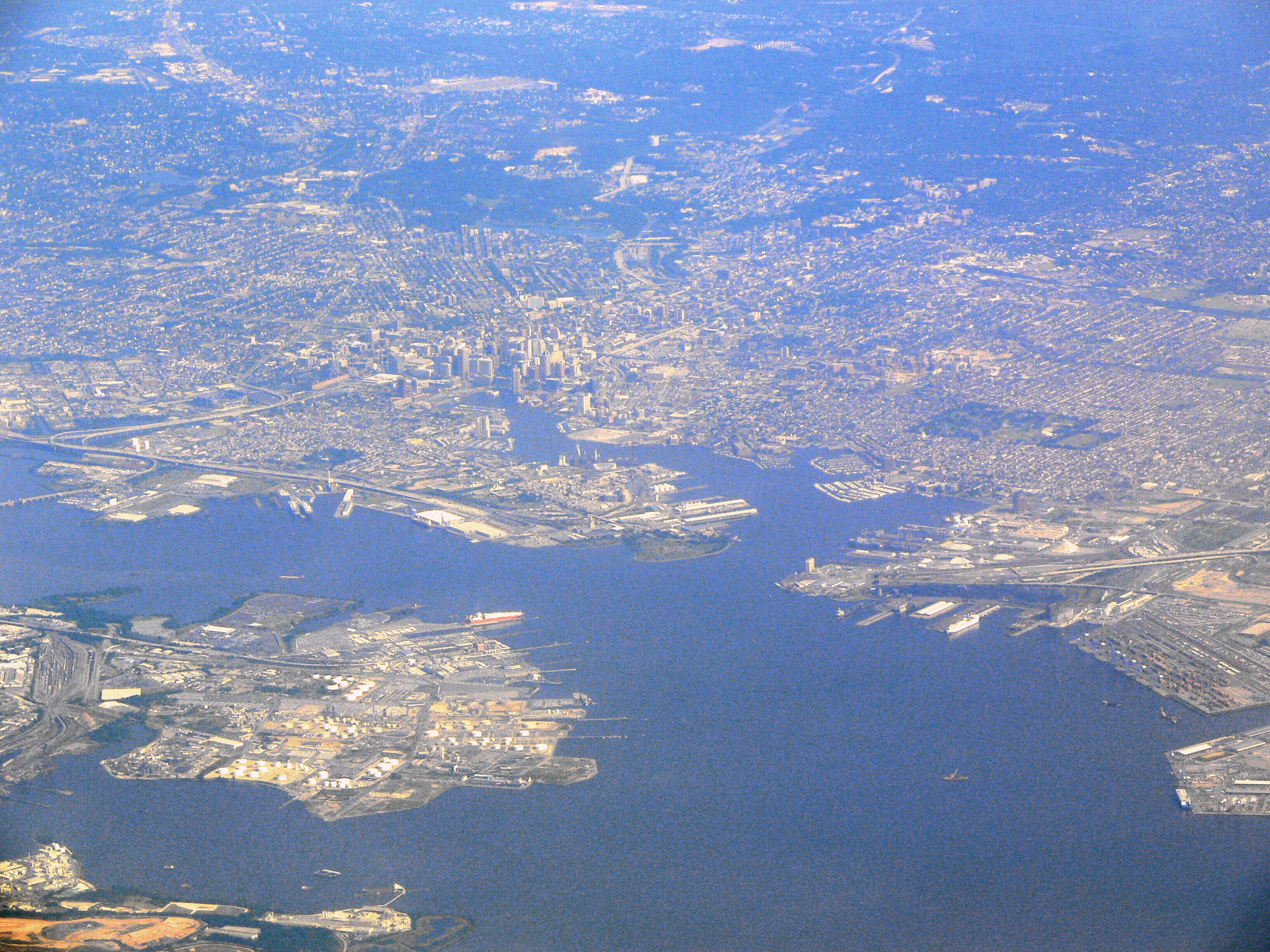
Photographie aérienne de Baltimore et de l'estuaire du fleuve Patapsco.

Baltimore se situe au centre de la côte orientale des États-Unis, plus spécifiquement au centre de l'État du Maryland. À  57 kilomètres au sud-ouest se trouve la ville de Washington, capitale du pays. Baltimore appartient à la mégalopole américaine (le BosWash) mais possède la particularité de n'être intégrée à aucun comté.
Baltimore s'est construite sur l'estuaire du fleuve Patapsco dans la baie de Chesapeake (elle-même intégrée à l'océan Atlantique). Le plateau du Piedmont (large plateau des États-Unis reliant la chaîne des Appalaches et les plaines de la côte atlantique) divise la ville en deux parties : haute (upper city) et basse (lower city). Certaines parties de la ville sont situées à dix mètres en dessous du niveau moyen de la mer alors que d'autres peuvent être situées à cent cinquante mètres au-dessus de ce dernier.
Selon le bureau du recensement des États-Unis, la ville de Baltimore possède une superficie totale de 238,5 km2. 209,3 km2 de sa superficie sont situés en surface tandis que 29,2 km2 (12,2  %) sont constitués d'étendues d'eau. Grâce à son climat relativement doux, Baltimore possède une flore variée. La ville se trouve principalement en zone de rusticité 8 (voire 7 à certains endroits).

### Climat
Selon la classification de Köppen, Baltimore est située dans la zone de climat subtropical humide (Cfa),. Sa météorologie est tempérée par la proximité de l'océan et la présence de deux éléments géomorphologiques qui la protègent des conditions atmosphériques extrêmes. Le massif des Appalaches bloque les masses d'air froid en provenance de la région des Grands Lacs tandis que la péninsule de Delmarva protège la région de la plupart des tempêtes tropicales qui frappent la côte.
Janvier est le mois le plus froid de l'année, avec des températures moyennes comprises entre 7 °C et −2 °C. Cependant, les masses d'air peuvent apporter des périodes printanières ou de très grands froids provenant de l'Arctique (coldwaves). La plus basse température jamais enregistrée fut de −22 °C en février 1934. Il n'y a généralement pas de températures négatives entre la mi-avril et la fin du mois d'octobre, et la ville connaît en moyenne 194 jours sans gel par an.
Juillet est généralement le mois le plus chaud de l'année avec des températures moyennes comprises entre 33 °C en journée et 23 °C pour les minimales nocturnes, avec des pointes pouvant atteindre 100 °F soit 38 °C de un à cinq jours en moyennes durant l'été. L'été est une saison très humide et très chaude voire torride, avec des orages nocturnes relativement fréquents. La plus haute température jamais enregistrée fut de 42 °C en juillet 1985 et le 22 juillet 2011. Néanmoins, le climat peut varier d'un quartier à l'autre, en fonction de l'altitude ou de la proximité de l'océan. Certaines zones possèdent un microclimat particulier à cause des activités humaines et des densités élevées.
Les précipitations sont nombreuses et régulières tout au long de l'année, comme dans le reste de la côte atlantique des États-Unis. Certains pics peuvent se produire en été et au début de l'automne, durant la saison des orages et des ouragans. Chaque mois, il tombe environ soixante-quinze à cent millimètres de précipitations pour un total annuel moyen d'environ mille cent millimètres.
L'hiver est habituellement ensoleillé et relativement doux mais des chutes de neige peuvent se produire occasionnellement dans une moyenne annuelle de cinquante-trois centimètres avec une tenue au sol qui peut durer quelques jours. Souvent, cette neige est mélangée à de la pluie, pouvant donner lieu à des pluies verglaçantes. Si la ville ne subit qu'environ deux ou trois épisodes neigeux par hiver, les quartiers nord et ouest, où commence l'influence du climat continental, peuvent recevoir jusqu'entre soixante et quatre-vingt-dix centimètres de précipitations neigeuses par an.
Baltimore est peu menacée par les catastrophes naturelles majeures que peuvent constituer les tornades, les incendies de forêts, les ouragans, les tremblements de terre ou les glissements de terrain. Si les ouragans restent le risque le plus probable, leur puissance baisse souvent lorsqu'ils atteignent les côtes du Maryland.
La ville dispose d'un ensoleillement très élevé avec deux mille cinq cent quatre-vingt-trois heures de soleil par an.
| Mois                              | jan. | fév. | mars  | avril | mai   | juin | jui.  | août  | sep.  | oct. | nov. | déc. | année   |
| --------------------------------- | ---- | ---- | ----- | ----- | ----- | ---- | ----- | ----- | ----- | ---- | ---- | ---- | ------- |
| Température minimale moyenne (°C) | −2   | −1   | 4     | 9     | 14    | 20   | 23    | 22    | 18    | 11   | 6    | 1    | 11      |
| Température maximale moyenne (°C) | 7    | 8    | 14    | 20    | 25    | 30   | 33    | 31    | 27    | 21   | 15   | 9    | 20      |
| Record de froid (°C)              | −20  | −22  | −12   | −9    |       | 8    | 12    | 11    | 4     | −1   | −11  | −19  |         |
| Record de chaleur (°C)            | 26   | 29   | 36    | 37    | 38    | 41   | 42    | 41    | 39    | 36   | 31   | 29   |         |
| Précipitations (mm)               | 85,4 | 78   | 104,6 | 77,7  | 106,2 | 83,3 | 100,6 | 102,9 | 103,1 | 81   | 87,6 | 93,7 | 1 107,1 |

| Diagramme climatique                                  |       |          |         |           |          |           |           |           |        |         |        |
| J                                                     | F     | M        | A       | M         | J        | J         | A         | S         | O      | N       | D      |
| 7−285,4                                               | 8−178 | 144104,6 | 20977,7 | 2514106,2 | 302083,3 | 3323100,6 | 3122102,9 | 2718103,1 | 211181 | 15687,6 | 9193,7 |
| Moyennes : • Temp. maxi et mini °C • Précipitation mm |       |          |         |           |          |           |           |           |        |         |        |

## Urbanisme

### Architecture

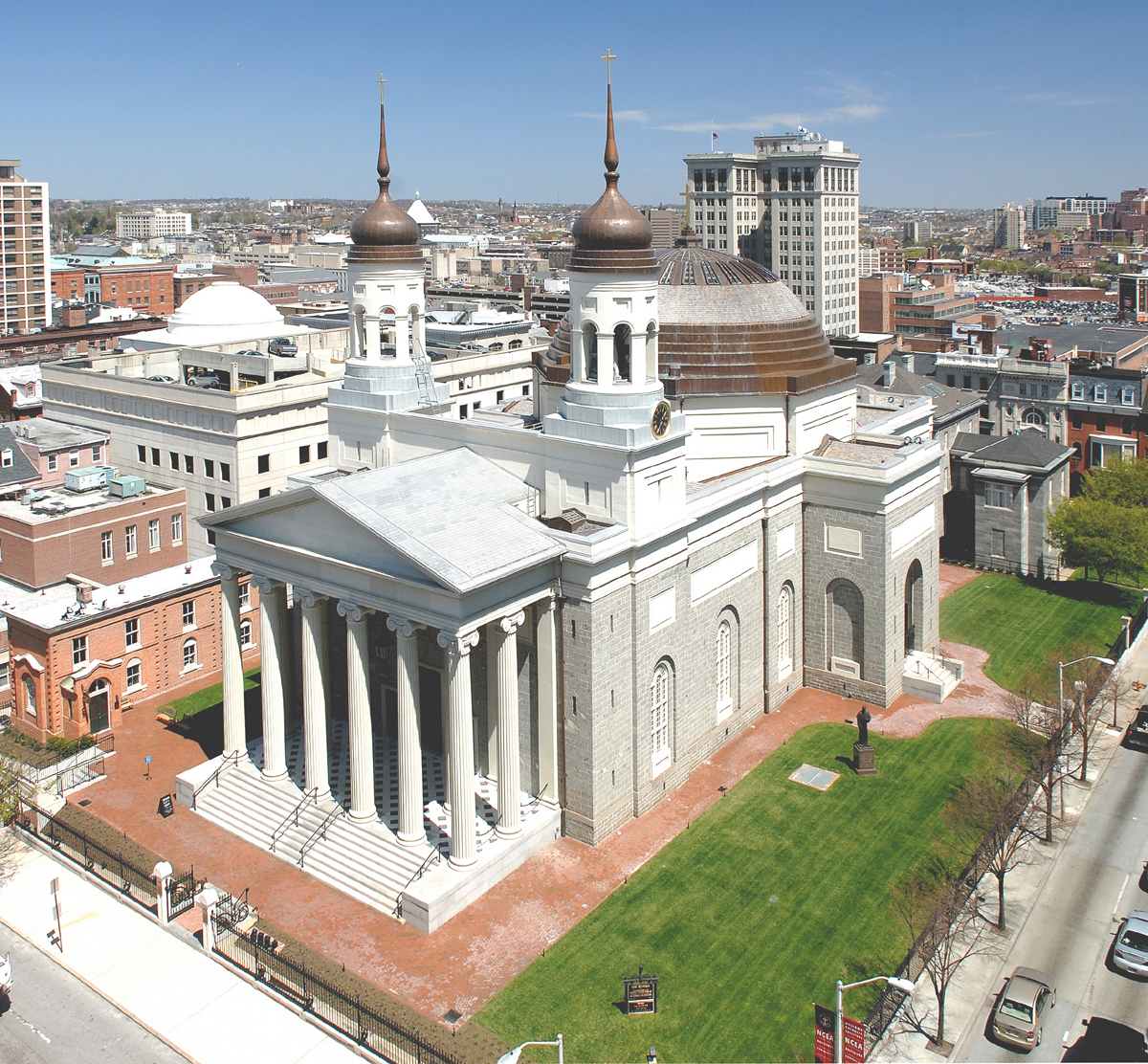
La cathédrale de Baltimore, construite de 1806 à 1821 selon un style néo-grec.

Si Baltimore fut fondée au XVIIIe siècle, peu de bâtiments subsistent de cette époque. Au XIXe siècle, des architectes de renommée construisirent des bâtiments de la ville comme Benjamin Henry Latrobe avec la cathédrale de Baltimore de style néoclassique, qui fut la première cathédrale romaine catholique des États-Unis. La Phoenix Shot Tower, tour de brique érigée en 1828 et haute de 65,5 mètres, fut la plus haute structure des États-Unis jusqu'en 1846 ; elle est aujourd’hui classée National Historic Landmark. Par ailleurs, de riches marchands se firent construire de nombreux manoirs et de nouveaux quartiers huppés apparurent avec l'extension démographique de la ville et sa réussite économique. La conception et l'aménagement de certains secteurs furent confiés au célèbre paysagiste Frederick Law Olmsted, qui est aussi le concepteur du Central Park de New York. Au cours du XIXe siècle, la ville subit les différentes influences des styles architecturaux en vogue à l'époque.
En 1904, le grand incendie de Baltimore détruisit la quasi-totalité des bâtiments du centre-ville, même si les monuments les plus symboliques furent épargnés. Tout fut reconstruit dans les deux années qui suivirent avec le souci d'éviter une nouvelle catastrophe. Ainsi, les rues étroites furent élargies, les fils électriques furent enterrés et la pierre fut plus largement utilisée dans la structure des bâtiments. Dans l'histoire de la ville, la reconstruction qui suivit cet incendie fut celle qui façonna le plus la ville telle qu'elle est aujourd’hui.

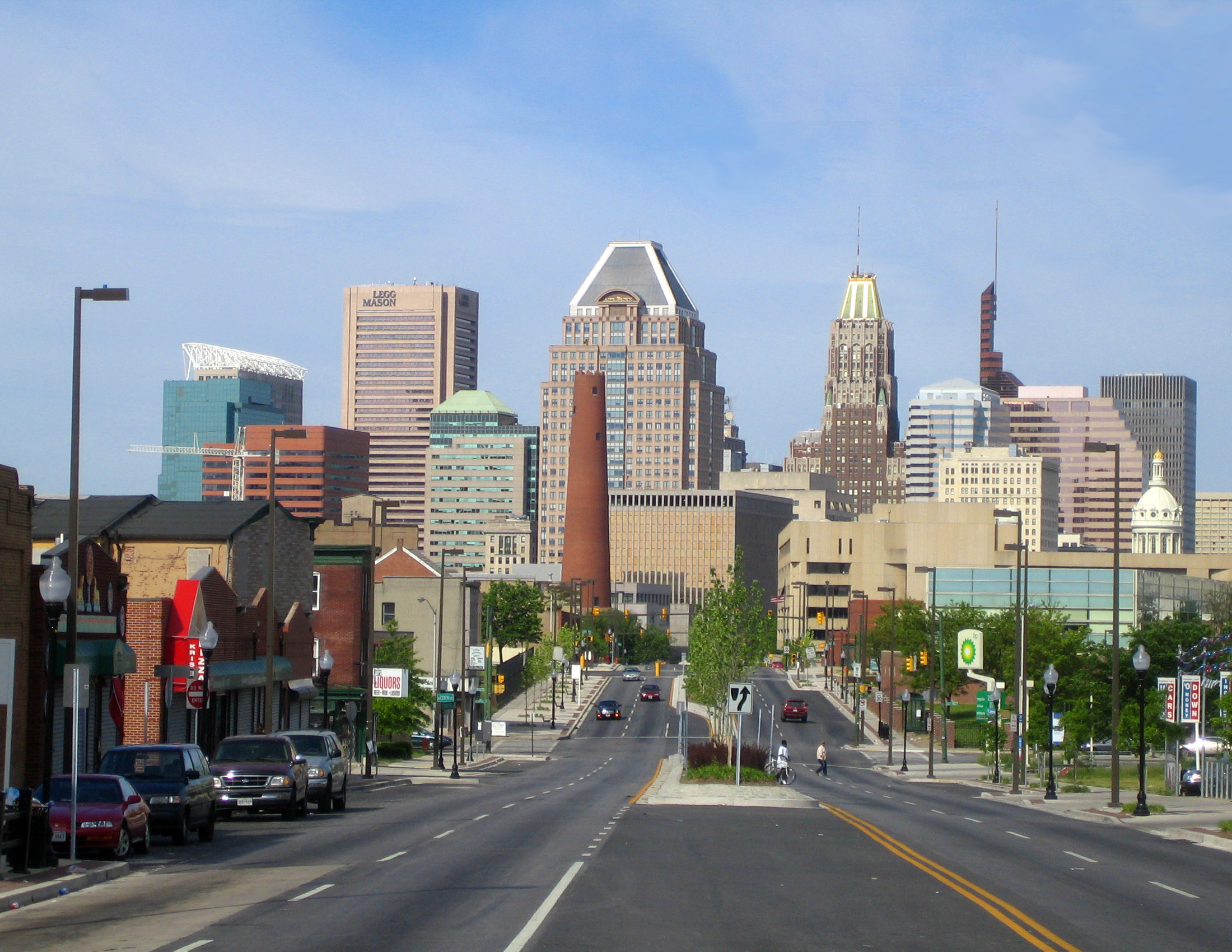
Panorama contemporain de la ville de Baltimore.

Un premier plan de renouvellement urbain fut entrepris à partir de 1947, 45 000 habitations étant jugées insalubres. Ce chiffre fut réduit à 25 000 en 1955.
Dans les années 1920, mais surtout dans les années 1960 puis 1970, de nombreux gratte-ciel apparurent pour former le panorama actuel de la ville. Le Baltimore Trust Building (aujourd’hui Bank of America Tower) fut l'un des premiers, construit en 1924 en style Art déco. Le Legg Mason Building, haut de 161 mètres, est aujourd’hui le plus haut gratte-ciel de Baltimore. Par ailleurs, le Baltimore World Trade Center est le plus haut bâtiment équilatéralement pentagonal du monde avec cent vingt-trois mètres de hauteur.
| Rang | Nom                           | Hauteur | Nombre d'étages | Date de construction | Ref    |
| ---- | ----------------------------- | ------- | --------------- | -------------------- | ------ |
| 1    | Legg Mason Building           | 161 m   | 40              | 1973                 | [ 29 ] |
| 2    | Bank of America Building      | 155 m   | 37              | 1924                 | [ 30 ] |
| 3    | William Donald Schaefer Tower | 150 m   | 37              | 1992                 | [ 31 ] |
| 4    | Commerce Place                | 183 m   | 31              | 1992                 | [ 32 ] |
| 5    | 100 East Pratt Street         | 127 m   | 28              | 1992                 | [ 33 ] |
| 6    | Baltimore World Trade Center  | 123 m   | 32              | 1977                 | [ 28 ] |
| 7    | Tremont Plaza Hotel           | 120 m   | 37              | 1967                 | [ 34 ] |
| 8    | Charles Towers South          | 117 m   | 30              | 1969                 | [ 35 ] |
| 9    | Blaustein Building            | 110 m   | 30              | 1962                 | [ 36 ] |
| 10   | 250 W. Pratt St.              | 110 m   | 24              | 1986                 | [ 37 ] |
|      |                               |         |                 |                      |        |

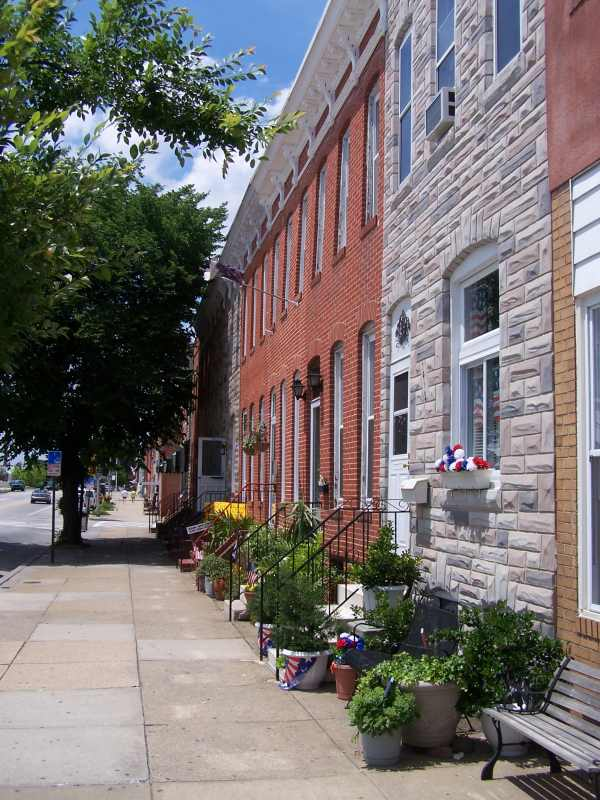
Les maisons accolées, habitat typique de Baltimore.

Le renouvellement urbain continua à la fin des années 1970 afin de redonner à la ville une attractivité qu'elle avait perdue. Le vieux quartier portuaire, l'Inner Harbor, a été profondément transformé : les anciens quais et entrepôts ont été remplacés par des structures plus modernes et mieux adaptées à la vocation plus touristique du lieu. D'anciens quartiers, autrefois délaissés, retrouvèrent une certaine popularité par le phénomène de gentrification.
Par ailleurs, un stade de baseball baptisé Oriole Park at Camden Yards fut construit en 1992 en remplacement du vieillissant Memorial Stadium, finalement détruit en 2001. Cette nouvelle enceinte est souvent considérée comme l'une des plus belles de la ligue majeure de baseball et a servi d'exemple à d'autres stades.
L'une des constructions traditionnelles de la ville sont les maisons accolées, habitations apparues à partir de 1790 dont certaines des premières existent toujours. Si les plus anciennes et les plus prestigieuses sont souvent constituées de briques et d'un escalier en marbre, les plus récentes utilisent aujourd’hui des pierres artificielles. Ces demeures ont retrouvé un certain prestige et de nombreuses ont été restaurées bien que quelques-unes tombent encore en ruine dans certains quartiers,.
Outre la Cathédrale de Baltimore, Baltimore comporte de nombreux édifices religieux dont l'un des plus importants est la Cathédrale Marie-Notre-Reine de Baltimore

### Quartiers et subdivisions

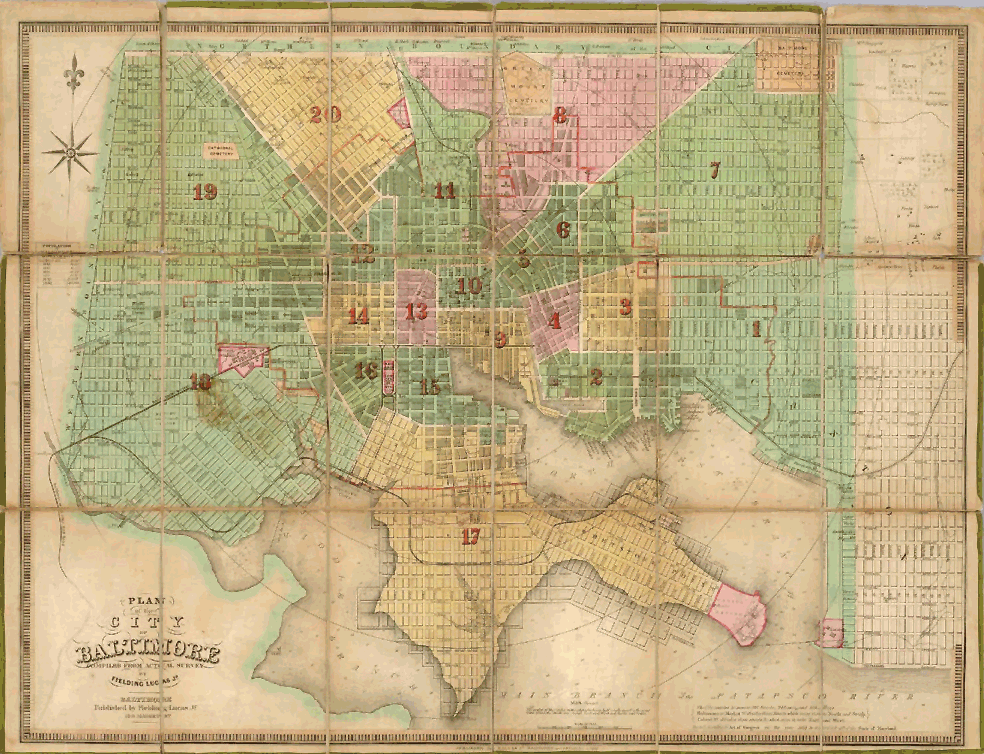
Plan de Baltimore datant de 1852.

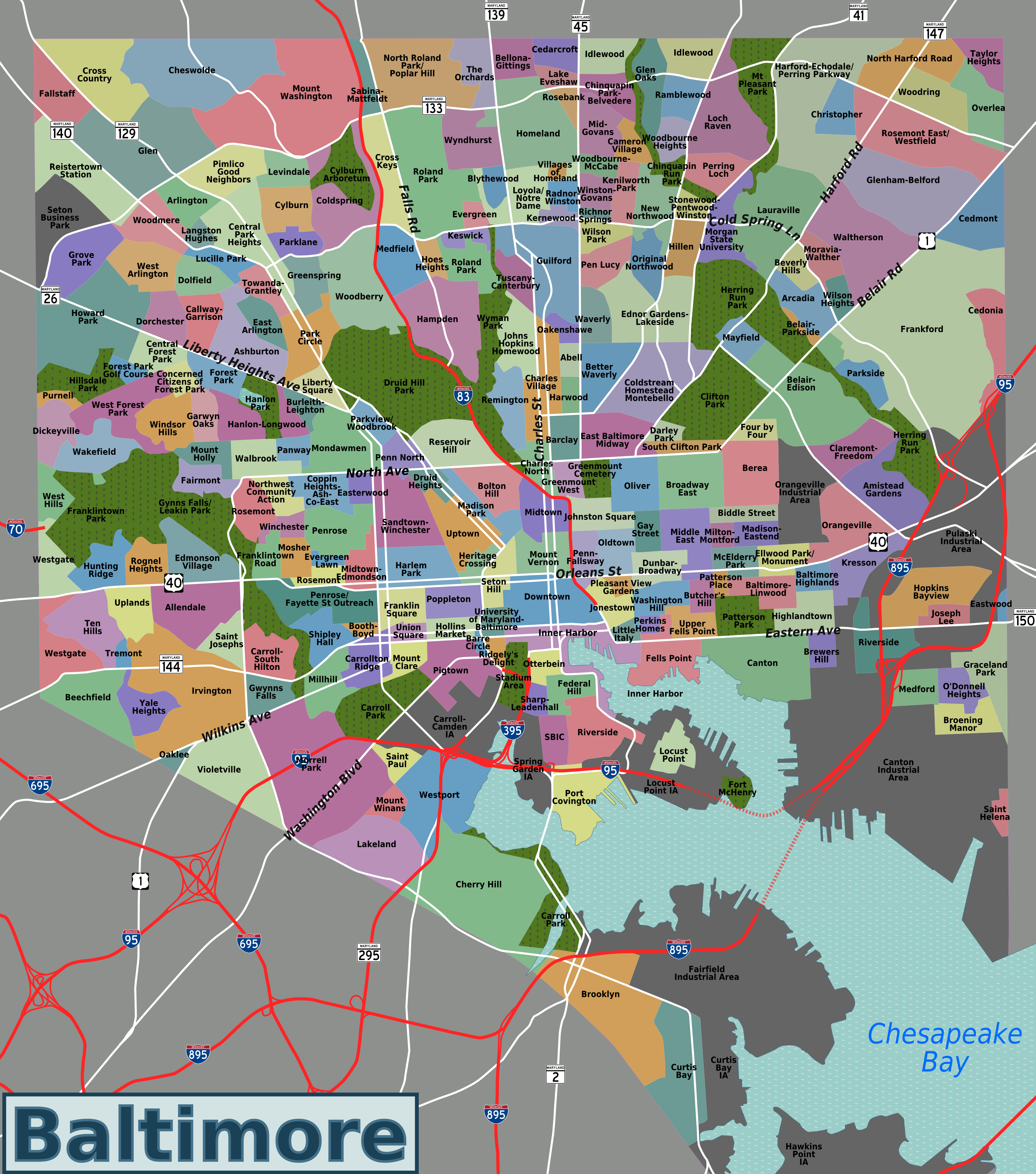
Plan des quartiers de la ville de Baltimore.

La ville de Baltimore est administrativement divisée en neuf secteurs géographiques : Northern, Northwestern, Northeastern, Western, Central, East, South, Southwest et Southeast dont chacun d'entre eux, nommé selon sa position cardinale dans les limites de la ville, est assigné à un service différent de la police de Baltimore.
L'usage veut aussi que la ville soit souvent divisée en deux parties : Est et Ouest avec l'interstate 83 comme limite entre ces deux zones ou nord et sud, séparées par la Baltimore Street.
Le centre-ville, Downtown Baltimore, se situe dans le secteur Central. C'est le quartier des affaires de Baltimore, qui accueille notamment les sièges sociaux de Legg Mason et de Constellation Energy. Le Downtown est aussi le district le plus commerçant et le plus animé de la ville. On y trouve en effet les quartiers de Fells Point et de l'Inner Harbor où se situent entre autres le Baltimore Convention Center et l'Aquarium national de Baltimore. Historiquement, on y trouve relativement peu de logements, mais de 2002 à 2007, la population y a doublé pour atteindre 10 000 habitants. 7 400 logements supplémentaires devraient d'ailleurs y être disponibles d'ici 2012 ainsi que 17 000 nouveaux emplois selon les estimations.

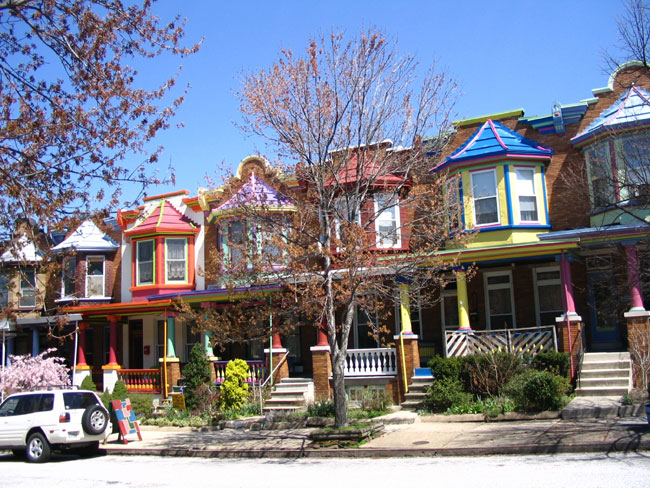
Maisons victoriennes colorées dans le quartier résidentiel de Charles Village (nord de Baltimore).

Le secteur North est un territoire essentiellement résidentiel où l'on trouve notamment la population la plus aisée et en majorité blanche, de même que plusieurs universités comme le Loyola College ou l'Université Johns-Hopkins. Il est délimité à l'est par l'Alameda et à l'ouest par la Pimlico Road.
Les secteurs Southwestern, Southern et Southeastern sont composés de quartiers mixtes résidentiels et industriels. La population y est multiethnique, principalement ouvrière et à faibles revenus. C'est dans ces quartiers que l'on retrouve la principale communauté hispanique de la ville. Autrefois délabrés, ces quartiers sont en plein essor et connaissent un phénomène de gentrification. Le Southern est délimité à l'est par l'Inner Harbor et à l'ouest par le tracé de la B&O Railroad. Le Southwestern est quant lui situé après Baltimore Street et à l'ouest du downtown et des lignes de la B&O Railroad, alors que le Southeastern est délimité par Orleans Street au nord, l'Inner Harbor à l'est et le port de Baltimore au sud.
L'est de la ville regroupe les sections Northeast, East, et Southeast. Le Northeast est fait de quartiers principalement résidentiels et accueille l'Université d'État Morgan. Il est bordé au nord et à l'est par les limites de la ville, à l'ouest par l’Alameda et par Sinclair Lane, Erdman Avenue et la Pulaski Highway au sud. La population de l'Eastern est en majorité afro-américaine. C'est là que se situe l'hôpital Johns-Hopkins et que le taux de criminalité est l'un des plus élevés de la ville. Il est situé entre Sinclair Lane et Erdman Avenue au nord et Orleans Street au sud.
L'ouest de la ville se compose des sections Northwestern, Western, et Southwest. Le Northwestern est aussi un quartier résidentiel où est implantée la Morgan State University et délimité par les limites de la ville au nord et à l'ouest et par Pimlico Road à l'est et Gwynns Falls Parkway à son sud. Un temps centre de la communauté juive de Baltimore — c'est là que l'on trouve la quasi-totalité des synagogues de la ville —, il est ensuite devenu presque exclusivement afro-américain après l'exode blanc des années 1960. La section Ouest est située entre Gwynns Falls Parkway au nord, Fremont Avenue et Baltimore Street à l'est. Elle regroupe historiquement les quartiers afro-américains dont elle fut pendant de nombreuses années le centre de la communauté. Aujourd'hui, la plupart des Afro-Américains influents et des classes sociales supérieures ont délaissé ces quartiers pour des villes de la grande banlieue de Baltimore. Ces quartiers sont à présent pauvres et comme l'Eastern Baltimore, ils connaissent un fort taux de criminalité, contrairement aux quartiers nord et huppés de la ville.

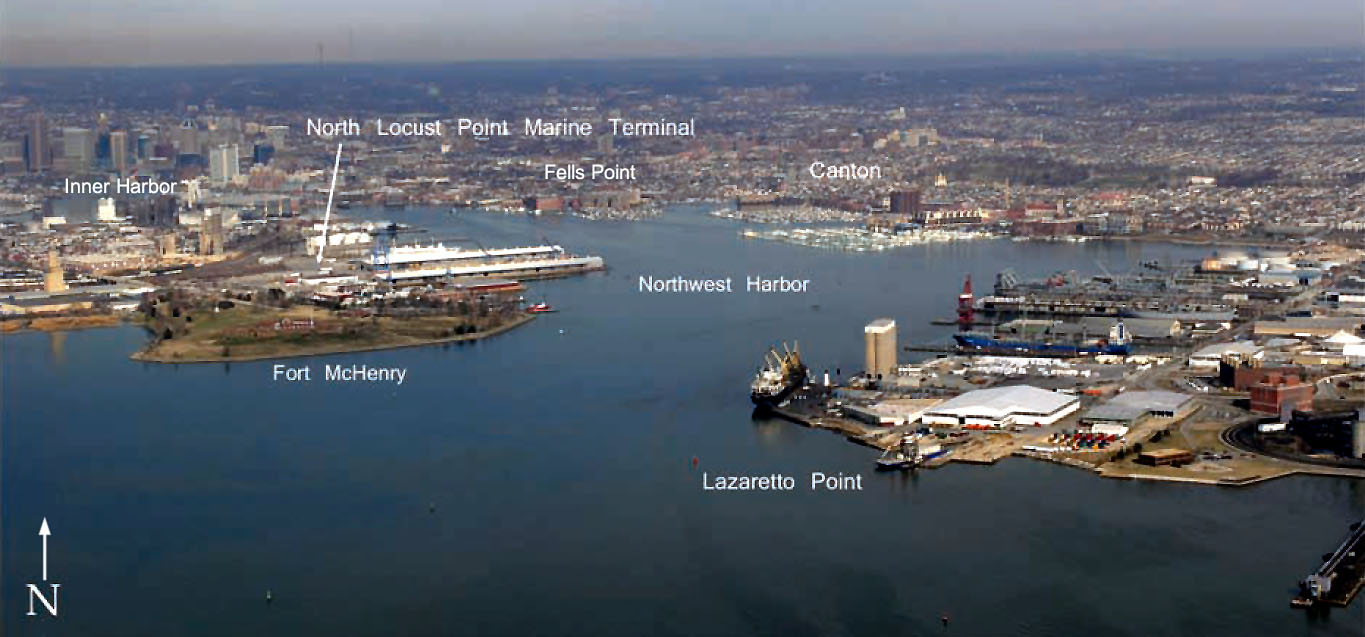
L'estuaire du Patapsco autour duquel s'est développée la ville de Baltimore.

### Villes adjacentes
La cité de Baltimore est délimitée par les localités non-incorporées suivantes :
- Arbutus (20 116 habitants)
- Brooklyn Park (10 938 habitants)
- Catonsville (39 820 habitants)
- Dundalk (62 306 habitants)
- Glen Burnie (38 922 habitants)
- Lansdowne-Baltimore Highlands (15 724 habitants)
- Lochearn (25 269 habitants)
- Overlea (12 148 habitants)
- Parkville (31 118 habitants)
- Pikesville (29 123 habitants)
- Rosedale (19 199 habitants)
- Towson (51 793 habitants)
- Woodlawn (36 079 habitants)

Toutes sont situées dans le comté de Baltimore qui entoure la quasi-totalité de Baltimore, sauf Glen Burnie et Brooklyn Park, qui appartiennent au comté d'Anne Arundel à l'extrémité sud de la ville.

## Économie
|                               | Baltimore | Maryland | États-Unis |
| Indice des prix (1982-84=100) | 136       | -        | 211        |
| Taux de chômage               | 3,6       | 3,4      | 4,8        |
| Population active             | 1 403 400 | -        | -          |

À l'origine, Baltimore fut une ville portuaire et commerciale qui profita du dynamisme agricole de sa région. De nombreux échanges commerciaux, notamment de blé, se faisaient avec l'Amérique du Sud et les Caraïbes. En parallèle à cela, de nouvelles activités industrielles comme la construction de bateaux, le transport, et la fabrication de conserves ont diversifié le tissu économique de la ville. En 1893, la Pennsylvania Steel Company installa une aciérie à Baltimore qui fut ensuite reprise par la Bethlehem Steel en 1916 ; l'acier devint alors l'un des moteurs de l'économie de Baltimore.
Le grand incendie de Baltimore de 1904 ravagea une grande partie de la ville et son centre économique. Néanmoins tous les dégâts, exclusivement matériels, furent rapidement effacés, à tel point que cette catastrophe a en quelque sorte stimulé l'économie de la métropole. La prospérité économique de la ville continua durant la Première Guerre mondiale — pendant laquelle elle fut un important chantier naval — et jusqu'à la Grande Dépression des années 1930. Baltimore bénéficia encore de l'économie de guerre lors de la Seconde Guerre mondiale : son industrie de l'acier se vit dynamisée par la forte demande en navires. C'est ainsi qu'en 1950, l'industrie sidérurgique de la ville connut son apogée lorsque la Bethlehem Steel employait près de 35 000 ouvriers. Néanmoins, la ville perdit de son attractivité au cours des années 1960 et 1970, ce qui se traduisit par une perte de population en même temps que le nombre d'emplois proposés par le secteur de l'acier se réduisit. Entre 1950 et 1995, les pertes d'emplois dans le secteur industriel furent estimées à 100 000.

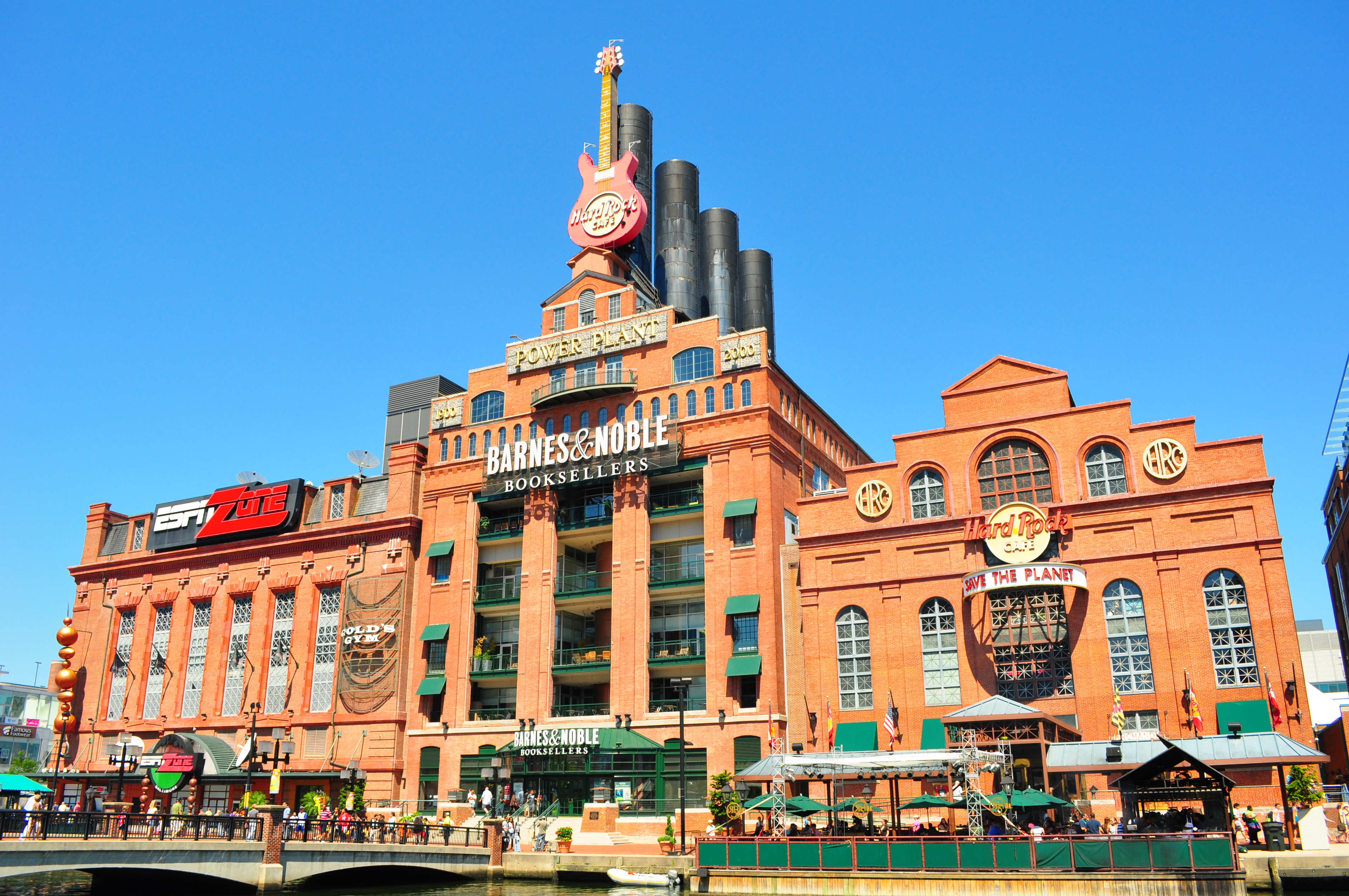
Ancienne centrale électrique reconvertie en zone commerciale et touristique dans l'Inner Harbor.

Une grande politique de rénovation urbaine fut alors lancée à la fin des années 1970 avec notamment la construction de l'Harborplace situé dans l'Inner Harbor, d'un aquarium national, d'un Centre de convention ou encore de nombreux musées. Cette politique visait à reconvertir l'économie vers des activités de services, tout particulièrement touristiques et culturelles.
La ville possède trois sièges sociaux d'entreprises classées dans le Fortune 1000. Il s'agit de ceux de la compagnie Constellation Energy (no 119) et des compagnies de gestions d'actifs Legg Mason (no 619) et T. Rowe Price (no 914). Elle accueille également les bureaux d'US Foods (agroalimentaire) à Columbia et de Black & Decker (matériel de bricolage) à Towson. D'autres entreprises de taille plus restreinte sont implantées à Baltimore ou dans sa proche banlieue, telles que McCormick (agroalimentaire), W. R. Grace (chimie) ou encore Under Armour (habillement).
Baltimore est reconnue pour être spécialisée dans la médecine et les biotechnologies. Au niveau national, elle constitue un pilier dans la recherche scientifique, et elle est tout particulièrement en pointe pour la cartographie du génome humain, grâce à l'hôpital Johns-Hopkins et à son centre hospitalier universitaire rattaché à l'université du Maryland. Le tourisme a connu un fort essor ces dernières années, notamment grâce au renouveau urbain et aux nouvelles attractions qu'il a apportées. La construction navale est toujours un secteur actif, tout comme le commerce maritime ; le port de la ville reste l'un des plus importants des États-Unis.
En 2004, Baltimore se situait dans le premier quart des grandes villes américaines créatrices d'emploi. Les principaux secteurs recruteurs étaient l'éducation, la santé, la finance et le tourisme, alors que les plus grosses pertes se situaient dans l'industrie manufacturière et l'information.
Avec la crise économique, le taux de chômage augmenta à 11 % en 2012 et la fermeture d'une usine fit encore grimper le nombre de chômeurs.

## Démographie

### Évolution démographique
Lors des recensements de 1830, 1840 et 1850, Baltimore était la seconde ville la plus peuplée des États-Unis. Elle ne fut dépassée que vers 1860 par Philadelphie en Pennsylvanie.
Après New York, Baltimore fut également la deuxième ville à atteindre les 100 000 habitants (suivie par La Nouvelle-Orléans, Philadelphie et Boston). Jusqu'aux années 1980, elle figurait parmi les dix villes les plus peuplées du pays ; elle reste aujourd’hui dans les 20 premières (18e en 2005). En 2000, le bureau du recensement des États-Unis classa Baltimore comme l'une des métropoles des États-Unis ayant perdu le plus d'habitants avec Détroit et Washington : environ 84 000 résidents sont partis entre 1990 et 2000, soit 11,5  % de la population totale. Cette perte de population s'explique en grande partie par le déclin du secteur industriel et notamment manufacturier au cours de la seconde moitié du XXe siècle aux États-Unis qui jouait un rôle essentiel dans le tissu économique de Baltimore. La population de la ville baissa en corrélation avec la désindustrialisation, c'est ainsi que près d'un tiers de la population quitta Baltimore entre 1950 et 1995. Cependant, cette perte de population de la ville de Baltimore se fait principalement au profit de sa banlieue, qui n'a cessé de s'agrandir au fil des décennies (si la ville de Baltimore a perdu 17  % de sa population entre 1980 et 2000, celle de sa banlieue a augmenté de 35  %). La tertiarisation de l'économie est encouragée pour contrer cette tendance.

### Démographie actuelle
| Groupe            | Baltimore | Maryland | États-Unis |
| ----------------- | --------- | -------- | ---------- |
| Afro-Américains   | 63,7      | 29,4     | 12,6       |
| Blancs            | 29,6      | 58,2     | 72,4       |
| Asiatiques        | 2,3       | 5,5      | 4,8        |
| Métis             | 2,1       | 2,9      | 2,9        |
| Autres            | 1,9       | 3,6      | 6,2        |
| Amérindiens       | 0,4       | 0,4      | 0,9        |
| Total             | 100       | 100      | 100        |
|                   |           |          |            |
| Latino-Américains | 4,2       | 8,1      | 16,7       |

Selon l'American Community Survey, pour la période 2011-2015, 91,04 % de la population âgée de plus de 5 ans déclare parler anglais à la maison, alors que 3,80 % déclare parler l'espagnol, 0,72 % le français, 0,56 % une langue africaine, 0,50 une langue chinoise et 3,38 % une autre langue.
L'agglomération de Baltimore-Towson regroupe quant à elle une population de 2,6 millions d'habitants (soit près de la moitié de la population totale du Maryland). Le recensement des États-Unis de 2000 indiquait pour Baltimore une densité de population de 8 039 habitants/km² et 300 477 logements, soit 1 435,8 logements/km². Il y avait par ailleurs 257 996 ménages, dont 25 % avec un enfant de moins de 18 ans. 26,7  % de ces ménages étaient des couples mariés vivant ensemble, 25 % des femmes vivant seules et 34,9 % constitués d'une personne isolée. La taille moyenne d'un ménage était de 2,42 personnes, 3,16 personnes si l'on ne prend que les familles nucléaires en compte.
Baltimore est une ville aux deux tiers afro-américaine (contre 12,4 % pour l'ensemble des États-Unis), une donnée qui s'explique en partie par la grande migration de la population noire de la première moitié du XXe siècle. Le tiers restant est composé principalement de Blancs. Des minorités ethniques diverses complètent le tableau. Toujours selon le recensement de 2000, 24,8 % des habitants étaient âgés de moins de 18 ans, 10,9 % avaient entre 18 et 24 ans, 29,9  % avaient entre 25 et 44 ans, 21,2 % avaient entre 45 et 64 ans alors que 13,2 % étaient âgés de 65 ou plus. L'âge médian des habitants de Baltimore était de 35 ans, soit sensiblement similaire à celui de l'ensemble des États-Unis (35,3 ans). Pour 100 femmes de tous les âges, on comptait 87,4 hommes et pour 100 femmes de 18 ans et plus, on dénombrait 82,9 hommes.
|                                                    | Baltimore | États-Unis |
| Revenu médian (en $)                               | 30 078    | 42 100     |
| Population vivant sous le seuil de pauvreté (en %) | 22,9      | 11,3       |

En 2000, le revenu médian annuel pour un ménage était de 30 078$, dont en moyenne 31 767$ pour un homme et 26 832 pour une femme. Le revenu par tête des habitants de Baltimore était de 16 978 $. 22,9  % de la population vivait sous le seuil de pauvreté, dont 30,6  % d'entre eux âgés de moins de 18 ans et 18,0  % âgés de 65 ans et plus. Dans les années 1990, une grande partie de la classe moyenne de la ville a migré dans la proche banlieue de la ville. Ce déplacement de population aisée a fait chuter le revenu médian annuel à Baltimore et en 2000 celui-ci était environ 30  % plus bas que le revenu au niveau national. En 2000, seulement 30  % des emplois disponibles dans la ville étaient occupés par des habitants de Baltimore. En conséquence, la santé économique de la ville n'a qu'un impact limité sur la richesse de sa population.

## Administration et politique

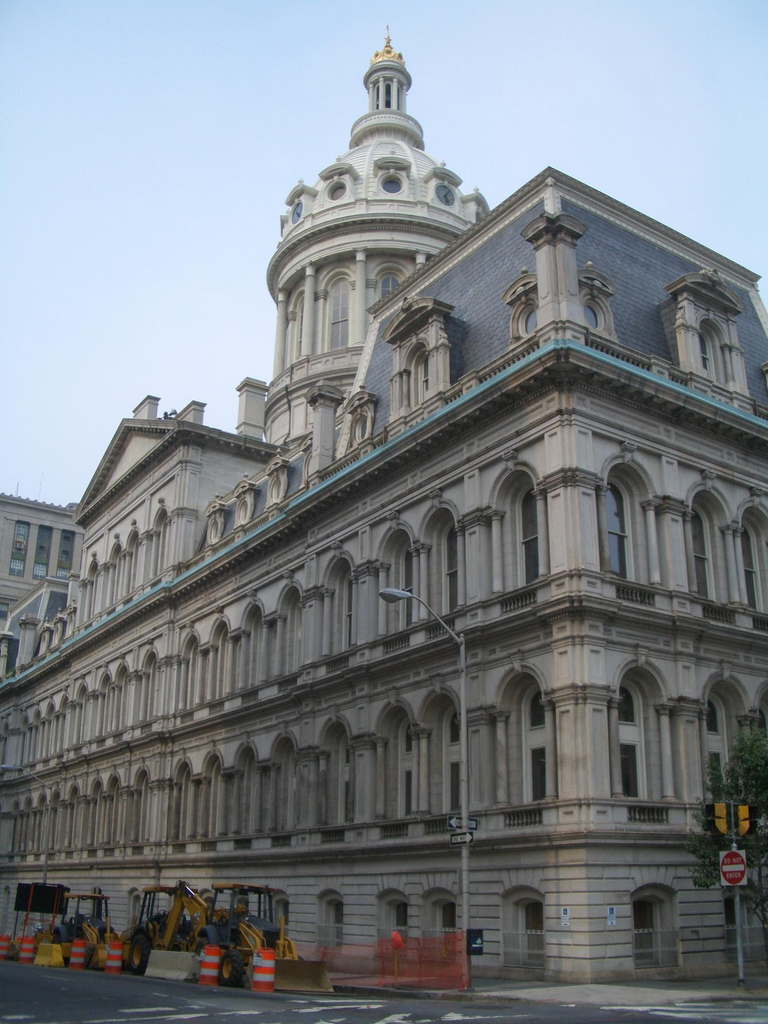
L'hôtel de ville de Baltimore (Baltimore City Hall), construit dès 1867 est l'un des rares bâtiments gouvernementaux de style néo-baroque aux États-Unis.

Ne faisant partie d'aucun comté depuis sa scission avec le comté de Baltimore en 1851, Baltimore est une ville indépendante. Les villes indépendantes sont toutefois assimilées à des comtés d'un point de vue légal et statistique. Ainsi, le bureau du recensement des États-Unis, qui utilise les comtés comme unité administrative de base pour présenter ses statistiques, compte Baltimore comme un comté à part entière, distinct du comté de Baltimore.
Politiquement, la ville est un bastion reconnu pour le Parti démocrate, qui occupe depuis plus de 150 ans tous les échelons du gouvernement local. La maire de la ville est la démocrate Bernard « Jack » Young depuis le 2 mai 2019, suivant la démission de Catherine Pugh, liée aux accusations de corruption par Kaiser Permanente (en) et le réseau de santé de l'Université du Maryland.
Le conseil municipal est composé de 14 membres élus pour quatre ans depuis 2002; Par ailleurs, Baltimore possède quarante-sept élus au Sénat du Maryland et douze délégués à la chambre des délégués du Maryland depuis les années 1980. Par ailleurs, la ville employait 15 099 personnes en 2005.

### Maires
| Période                                  | Période     | Identité                 | Étiquette | Qualité                                               |
| ---------------------------------------- | ----------- | ------------------------ | --------- | ----------------------------------------------------- |
| Les données manquantes sont à compléter. |             |                          |           |                                                       |
| 1999                                     | 2007        | Martin O'Malley          | Démocrate |                                                       |
| 2007                                     | 2010        | Sheila Dixon             | Démocrate |                                                       |
| 2010                                     | 2016        | Stephanie Rawlings-Blake | Démocrate |                                                       |
| 2016                                     | 2019        | Catherine Pugh           | Démocrate | Démissionne en raison d’une affaire de malversations. |
| 2019                                     | 2020        | Jack Young (en)          | Démocrate |                                                       |
| 2020                                     | en fonction | Brandon Scott (en)       | Démocrate |                                                       |

## Vie sociale

### Criminalité
Le département de police de Baltimore et plus généralement les premières forces de police à Baltimore apparurent en 1784. Aujourd'hui, les services de police emploient 4 000 personnes et constituent la huitième police municipale des États-Unis pour ce qui est des effectifs.
Malgré cela, la criminalité de la ville reste traditionnellement très élevée. Selon des statistiques du FBI de 2003, la criminalité sur les personnes était 2,9 fois supérieure à celle de la moyenne des États-Unis alors que la criminalité contre la propriété l'était de 32  %. Baltimore est par exemple la ville où il y a le plus d'homicides entre Afro-Américains (black on black crime) dans tous les États-Unis et également la 12e ville la plus dangereuse du pays avec 1 754,5 crimes pour 100 000 habitants selon une étude menée par CNN en 2006.
En 1988, David Simon, journaliste au Baltimore Sun City Desk, a vécu une année en immersion au sein de la brigade criminelle de la police de Baltimore. Il en a tiré un livre intitulé Homicide: A Year on the Killing Streets et traduit en français sous le titre Baltimore. Ce livre fut à l'origine de la série NBC Homicide, diffusée de 1993 à 1999. David Simon participa également à la création de la série télévisée Sur écoute, diffusée nationalement par la chaîne HBO de 2002 à 2008, et qui illustre la criminalité et la lutte anti-drogue au sein de Baltimore.
Des habitants de Baltimore vivant dans la rue ont également pris la parole à ce sujet, critiquant radicalement la politique de misère de la ville par le biais du Street Voice, un journal qu'ils produisent et diffusent eux-mêmes gratuitement dans les rues de Baltimore.
En 2015, la ville a enregistré un total de 344 homicides, deuxième record derrière celui enregistré en 1993 alors que la population comptait 100 000 habitants de plus.

### Éducation

#### Enseignement primaire et secondaire
Les établissements d'enseignement public de Baltimore sont gérés par le Baltimore City Public School System. La vocation première de cette institution est de créer un environnement éducatif efficace pour les élèves issus de ménages à faibles revenus. Plusieurs réformes (Master Plan, Master Plan II) ces dernières années ont conduit à une réduction du nombre d'enfants par classe. Selon certaines études, elles ont permis une amélioration des performances des élèves, notamment en lecture et en mathématiques. Néanmoins, cet organisme souffre de fortes difficultés budgétaires.
Les différents établissements scolaires publics se répartissent en 80 écoles primaires, 57 collèges, 16 high schools (en), huit écoles spécialisées et six écoles d'enseignement alternatif. On dénombre en 2003, 91 738 élèves soit 14,6 élèves par professeur. Le salaire moyen de ces derniers s'élève annuellement à 48 205$ et le budget alloué pour chaque élève à 8 315$. Le Baltimore City College est la 3e plus ancienne école publique des États-Unis, alors que la Western High School est la plus ancienne école publique pour filles du pays. L'agglomération est également dotée de 120 écoles privées ou paroissiales.

#### Enseignement supérieur

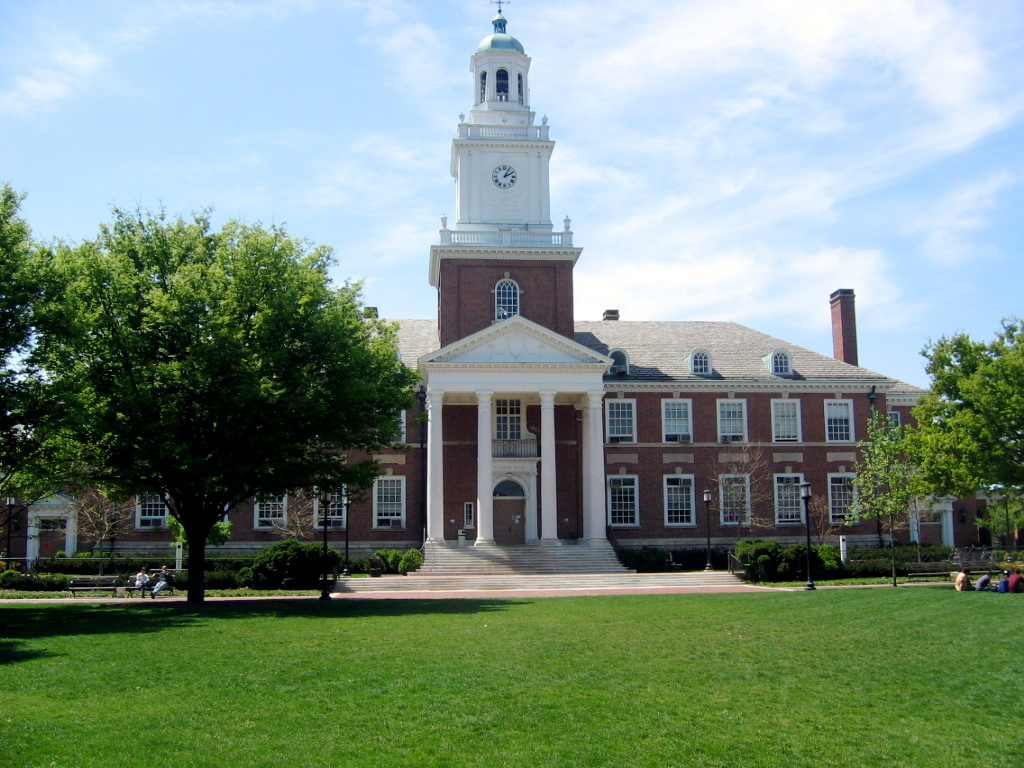
Le Gilman Hall de l'université Johns-Hopkins.

On compte environ trente établissements d'enseignement supérieur au sein de l'aire urbaine de Baltimore, dont la moitié au-delà des limites de la ville.
La Towson State University est le plus grand établissement d'enseignement supérieur de la ville avec 19 758 élèves, le second plus grand du Maryland et le 12e à l'échelle des États-Unis (2007). Fondée en 1866, elle propose des cursus de niveau bachelor dans 57 domaines et master dans 29 domaines.
Baltimore possède également une des cinq antennes de l'université du Maryland, fondée en 1807. Sur un campus de 24 hectares composé de 62 bâtiments à l'ouest de la ville, elle accueille près de 5 300 étudiants. Elle offre des cursus dans les domaines de la physique, de l'odontologie, de la gynécologie, de la pharmacie ou du droit.
La Morgan State University, fondée en 1867 s'étend sur 58 hectares et accueille 6 600 élèves. De vocation historique à accueillir des étudiants afro-américains, elle dispense des diplômes dans divers domaines, notamment en architecture et en urbanisme.
Il existe d'autres établissements dont les plus notables sont :
- Anne Arundel Community College
- Carroll Community College
- College of Notre Dame of Maryland
- Coppin State University
- Harford Community College
- Howard Community College
- Université Johns-Hopkins
- Loyola College
- Maryland Center for Career and Technology Education Studies
- Maryland Institute College of Art
- Ner Israel Rabbinical College
- U.S. Naval Academy
- Université de Baltimore
- University of Maryland, Baltimore County
- Western Maryland College

### Santé
Au sein des limites de la ville de Baltimore, il existe trente établissements hospitaliers. En plus des formations que peuvent proposer ces établissements de santé, on compte également deux écoles médicales à reconnaissance internationale : la Johns Hopkins University School et l'University of Maryland School of Medicine.
Le principal hôpital de Baltimore est l'hôpital Johns-Hopkins (Johns Hopkins Hospital). Il est souvent considéré comme l'un des meilleurs hôpitaux du pays[réf. souhaitée] notamment dans les domaines de la cancérologie et de l'ophtalmologie, il possède d'ailleurs l'un des centres de recherche contre le cancer les plus avancés au monde. Il s'est vu notamment décerner en 2007, pour la 17e année consécutive, le titre de meilleur hôpital des États-Unis par le magazine U.S. News & World Report,. Les autres hôpitaux importants de la ville sont le Sinai Hospital, l'Union Memorial Hospital (spécialisé dans médecine sportive), le Maryland General Hospital, le Bon Secours Hospital, le Mercy Medical Center ou encore le Children's Hospital.
En 2005, l'espérance de vie à la naissance des habitants de Baltimore était de 71,6 ans, soit 67,3 ans pour les hommes et 75,7 ans pour les femmes comparée à 77,3 ans pour l'ensemble des États-Unis. Le taux de mortalité à la naissance en 2003 était quant à lui de 12,8 ‰, soit près du double de la moyenne des États-Unis qui était de 6,8 ‰ la même année alors que le taux de fertilité des femmes entre 15 et 44 ans était de 62,2 ‰ à Baltimore contre 66,1 pour l'ensemble du pays.

## Culture
La forte présence des industries liées à la culture et des lieux culturesl dans la ville en a fait une des américaines les plus durables, selon le classement du magazine Lawn Starter, basé également sur d'autres critères de développement durable, pollution, transports et production alimentaire.

### Arts et musique

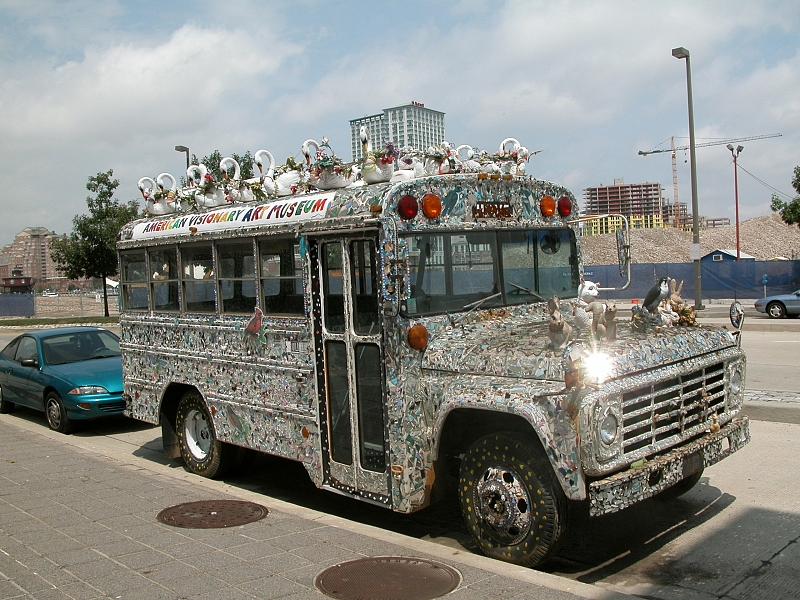
Un bus décoré, une des œuvres de l'American Visionary Art Museum.

Le principal musée d'art de Baltimore est le musée d'Art de Baltimore, gratuit et regroupant 90 000 œuvres. Il est composé notamment d'une grande exposition de peintures et sculptures postimpressionnistes, regroupant la plus grande collection mondiale d'œuvres de Matisse et de nombreuses autres de Cézanne, Picasso ou Van Gogh. Il possède aussi une importante ressource d'œuvres d'artistes américains (plus particulièrement d'Andy Warhol) et d'arts océanien et africain.
Le Walters Art Museum, une collection privée de près de 30 000 objets ouverte au public dès 1875, est le second musée d'art de la ville, devenu lui aussi gratuit et ouvert à tous. Il est particulièrement riche en ivoireries, bijoux, émaux, bronzes et livres rares. Enfin, l'American Visionary Art Museum est le plus récent des musées d'art de la ville, sur le thème de l'art brut, il regroupe près de 5 000 œuvres et se situe dans le quartier de l'Inner Harbor.
Baltimore possède son propre orchestre symphonique, l'orchestre symphonique de Baltimore, fondé en 1916 et dont la renommée est internationale. La ville possède aussi sa compagnie d'opéra, la Baltimore Opera Company qui se produit dans la Lyric Opera House. Les styles musicaux qui se sont développés dans la ville sont d'abord la musique classique, puis le jazz et le doo-wop avec l'influence afro-américaine et des personnalités telles qu'Eubie Blake, Billie Holiday, Cab Calloway ou le groupe des Orioles.

### Divertissements
Le Fort McHenry qui a permis de repousser les forces britanniques et de sauver la ville durant la guerre anglo-américaine de 1812 a depuis été classé monument national & Historic Shrine (c'est le seul lieu de pays à être classé à la fois monument historique et lieu de mémoire).
La maison natale de Babe Ruth, souvent considéré comme l'un des plus grands joueurs de baseball de tous les temps, est accessible au public. Une exposition lui est consacrée ainsi qu'à l'histoire du baseball dans le Maryland. Il en est de même avec la maison qu'habita Edgar Allan Poe de 1832 à 1835.
De nombreux autres musées existent à Baltimore, dont un musée maritime, un musée juif, un musée de l'industrie, un musée des travaux publics ou encore un musée sur les premiers chemins de fer de la région. L'un des plus connus est le Maryland Science Center, musée de la science ouvert en 1976 tandis qu'il existe également quelques musées retraçant l'histoire afro-américaine.

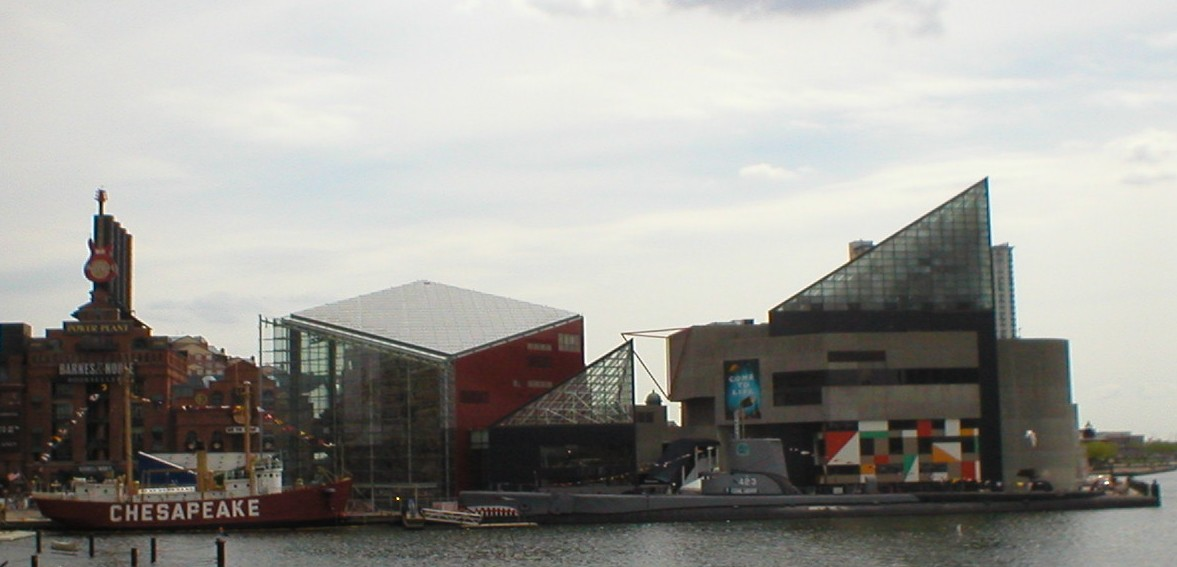
L'aquarium national de Baltimore et ses verrières tropicales situé dans l'Inner Harbor.

Le Druid Hill Park, un des plus grands parcs publics urbains du pays, accueille en son sein le zoo de Baltimore ouvert en 1876 et possédant près de 2 000 animaux ainsi qu'un conservatoire biologique. Ce dernier, construit en 1888 et surnommé The Palm House possède une verrière à la manière de celle du Crystal Palace et regroupe une collection d'espèces végétales tropicales et désertiques. La ville de Baltimore est plus largement renommée pour son aquarium national qui regroupe près de 16 000 spécimens de 560 espèces différentes d'animaux aquatiques, ses 1,6 million de visiteurs en 2005 en font la première attraction touristique du Maryland.

### Festivals
La majorité des festivals organisés à Baltimore se déroulent du printemps à l'automne. Le premier à se tenir dans l'année est le Baltimore International Film Festival (Festival international du film de Baltimore) qui dure un mois sur le thème du cinéma. Ensuite, le dernier samedi d'avril, se déroule le Maryland Kite Festival, un concours de cerfs-volants faits-maison jugés sur des critères de beauté et de performances de vol. Après, se tiennent en juin le Blues Fest, un festival de musique blues, l’African American Heritage Festival (Festival de l'héritage afro-américain) pendant trois jours dans l'enceinte de l'Oriole Park at Camden Yards et l'Artscape en juillet, un festival en extérieur d'art et de musique d'artistes locaux.
Au mois de mai, le Maryland Deathfest est le grand festival de Death metal des États-Unis, pas loin de 80 groupes internationaux sur 4 jours.
Au mois de septembre se tient le Baltimore Book Festival (festival du livre de Baltimore ainsi que la Maryland State Fair, une fête foraine regroupant aussi pendant une semaine une foire (avec notamment du bétail) et des compétitions équestres. Ensuite en octobre, se déroule le Fells Point Fun Festival dans le quartier historique et portuaire de Fells Point qui consiste en diverses animations de rue notamment de musique, d'art et d'artisanat, des expositions maritimes ainsi que des visites du quartier.
Tout au long de la saison estivale se tient également le Showcase of Nations Ethnic Festivals, divers festivals se succédant chacun sur le thème d'une culture différente et la faisant découvrir à travers sa musique, son artisanat ou sa cuisine. Dans le cadre de ces célébrations, un carnaval est aussi organisé en septembre.
Par ailleurs, en décembre sont organisés une parade de bateaux illuminés ainsi qu'un feu d'artifice et diverses animations au sein de la ville pour le Jour de l'an et d'autres fêtes annuelles.

### Médias

#### Imprimés
Baltimore est un marché important pour les médias. Son principal journal quotidien local est The Baltimore Sun, fondé en 1837 et vendu en moyenne à 121 840 exemplaires en semaine en 2017. Une filiale de Tribune Media, il s'agissait cette année-là du 44e quotidien le plus vendu aux États-Unis.
En tout, ce sont près de 200 journaux ou magazines locaux qui sont publiés à Baltimore, dont The Daily Record, un quotidien, et l'Afro-American un bi-hebdomadaire historique fondé en 1892 par un ancien esclave. Le Baltimore City Paper, un hebdomadaire gratuit populaire, a été acheté, et ensuite fermée, par le Sun (Tribune) en 2017.

#### Télévision et radios
Plusieurs stations de télévisions locales sont diffusées à Baltimore et ses environs, respectivement affiliées à différents réseaux nationaux :
- WMAR Channel 2 (ABC) ;
- WBAL-TV Channel 11 (NBC) ;
- WJZ-TV Channel 13 (CBS) ;
- WUTB Channel 24 (MyNetworkTV) ;
- WBFF Channel 45 (FOX) ;
- WNUV Channel 54 (The CW).

On y trouve également près d'une vingtaine de stations de radio FM et pratiquement autant de stations AM.

### Dans la culture populaire

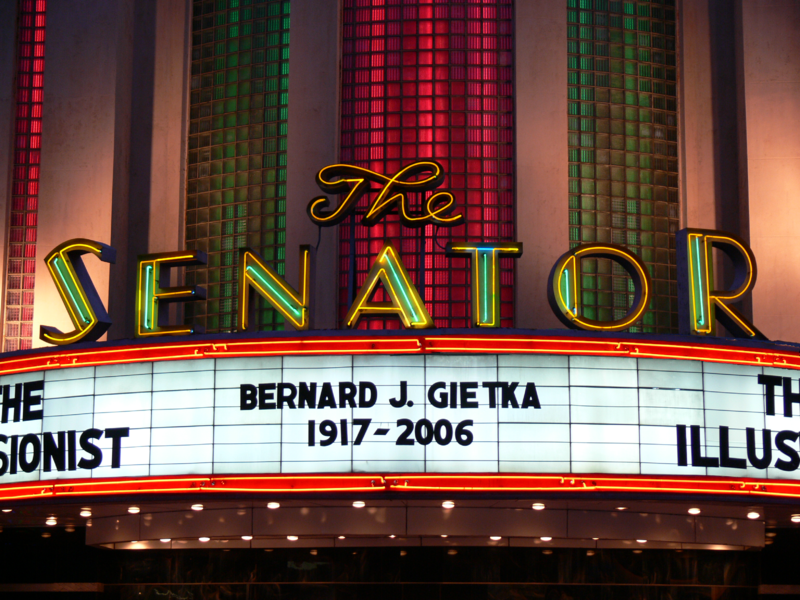
Le Senator Theatre, le cinéma où se jouent la plupart des avant-premières des films tournés à Baltimore.

Baltimore apparaît dans diverses œuvres de la culture populaire. Ainsi, au cinéma, des films tels que Le Silence des agneaux, L'Armée des douze singes, Ennemi d'État, Piège de feu, Hairspray, Sexy Dance, Nuits blanches à Seattle, ou encore Die Hard 4 : Retour en enfer se situent et ont été réalisés partiellement ou entièrement à Baltimore. Dans le film La Somme de toutes les peurs, Baltimore est par ailleurs confrontée à une attaque nucléaire. Tous les films du réalisateur John Waters y sont tournés et leurs scénarios s'y déroulent, de même que leurs avant-premières se font toutes au Senator Theatre, l'un des plus anciens cinémas de la ville. Divers épisodes de la série télévisée X-Files : Aux frontières du réel se déroulent à Baltimore ainsi que la totalité des épisodes de Homicide et de Sur écoute. Ces deux séries policières ont rencontré un franc succès et ont reçu de nombreuses récompenses notamment pour leur approche réaliste de la criminalité dans la ville.
Dans la littérature, des auteurs natifs de la ville font souvent des références à la ville ou dérouler leurs histoires à Baltimore, comme Nora Roberts ou Tom Clancy. L'auteur suisse Joël Dicker situe aussi une grande partie de son roman Le livre des Baltimore dans cette ville. Baltimore apparaît également dans quelques jeux-vidéo, dans Day of the Tentacle par exemple.
Baltimore est le titre d'une chanson de Randy Newman sortie en 1977 , qui calomnia cette ville sans raison, car il n'y était jamais allé, habitant Los Angeles. Nina Simone reprit la chanson en 1978, dans un  album de jazz.
Streets of Baltimore est également le titre d'une chanson écrite par Tompall Glaser et Harlan Howard en 1966. Le chanteur Gram Parsons reprit cette chanson dans son album GP.

#### Au cinéma
De nombreux films indépendants ont été réalisés à Baltimore. La plupart des films de Matt Porterfield portent sur la vie de la jeunesse de Baltimore, dont Putty Hill et Sollers Point. Twelve O'Clock Boys (en) de Lotfy Nathan s'intéresse à la culture urbaine des rodéos à motos. Rat Film (en), le documentaire de Theo Anthony explore les pratiques ségrégationnistes de la ville. Le documentaire musical Dark City Beneath the Beat par la réalisatrice et performeuse TT The Artist revient sur la riche culture urbaine de la ville et notamment le Baltimore club.
David Simon a consacré une série télévisée à succès, considérée comme l'une des meilleures de tous les temps, The Wire, sur la ville de Baltimore, la consacrant elle-même comme le personnage principal de la série. Appréhendant à la fois le quotidien des dealers, des employés de la police, des journalistes et des habitants eux-mêmes, David Simon dresse un portrait très réaliste de l'Amérique populaire.

## Sports
Baltimore possède une franchise professionnelle de première division pour le baseball, le football américain et le futsal, les autres équipes évoluant à des échelons inférieurs.
En baseball, les Orioles de Baltimore ont remporté à trois reprises les Séries mondiales (en 1966, 1970 et 1983) alors que les Ravens de Baltimore, l'équipe actuelle de football américain, a remporté le Super Bowl en 2000, et en 2012.

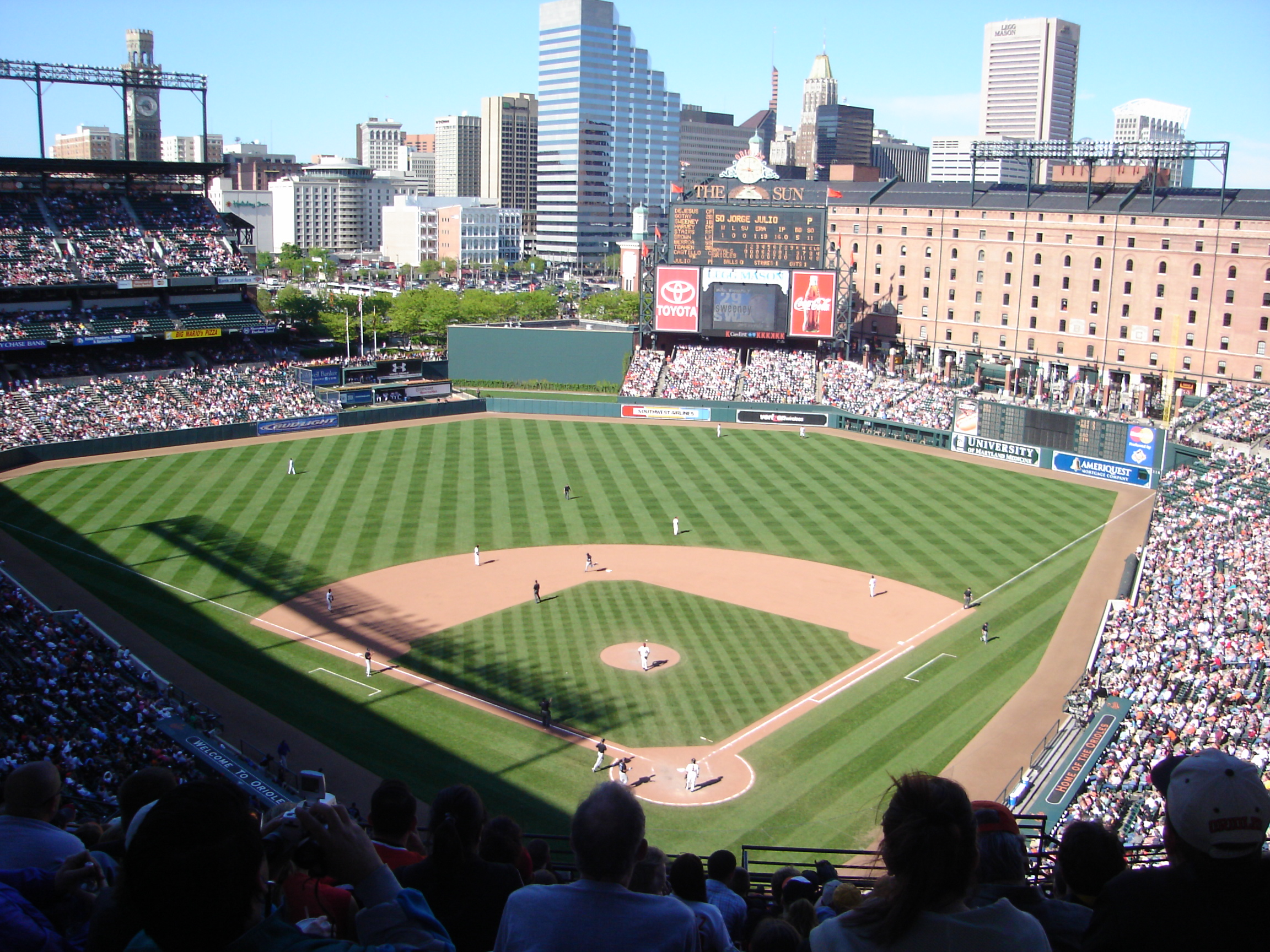
L'Oriole Park at Camden Yards, le stade de baseball qui héberge les Orioles de Baltimore.

De 1953 à 1983, Baltimore a accueilli la franchise de football américain des Colts (aujourd’hui Colts d'Indianapolis) sous le nom des Baltimore Colts. Durant cette époque, la franchise remporta trois fois le championnat NFL (en 1958, 1959 et 1968) puis une fois le Super Bowl en 1970.
Elle posséda également une équipe de basket-ball inscrite en NBA, lorsque la franchise des Bullets (aujourd’hui devenue Wizards de Washington) était établie à Baltimore de 1944 à 1954 puis de 1963 à 1972. L'équipe, en tant que Baltimore Bullets remporta le titre de la BAA (aujourd’hui NBA) en 1948 ainsi que la Conférence Est en 1971.
En Lacrosse, le Thunder de Baltimore qui étaient installés à Baltimore de 1987 à 1999 furent champions de la National Lacrosse League en 1987. Ensuite, les Bayhawks de Baltimore furent établis dans la ville de leur création en 2001 à 2006 et gagnèrent la Major League Lacrosse en 2002 et 2005.
Au niveau des infrastructures sportives, les principaux matchs de baseball se jouent dans l'Oriole Park at Camden Yards inauguré en 1992 et d'une capacité de 48 876 places. Les matchs de football américain sont quant à eux organisés dans le stade proche de M&T Bank d'une capacité de 71 008 spectateurs et ouvert en 1998. Autrefois, les rencontres de ces deux disciplines se jouaient dans le Memorial Stadium de 53 371 places construit en 1950 et détruit en 2001. Les sports d'intérieur ainsi que des concerts se déroulent dans la Royal Farms Arena, salle omnisports de 11 000 à 13 500 places inaugurée en 1962.
Le célèbre boxeur Gervonta Davis est originaire de Baltimore.
| Équipe               | Ligue                              | Stade                       | Fondation |
| -------------------- | ---------------------------------- | --------------------------- | --------- |
| Orioles de Baltimore | MLB (baseball)                     | Oriole Park at Camden Yards | 1894      |
| Ravens de Baltimore  | NFL (football américain)           | M&T Bank Stadium            | 1996      |
| Baltimore Blast      | MISL (football en salle)           | Royal Farms Arena           | 1992      |
| Baltimore Mariners   | AIFA (football américain en salle) | Royal Farms Arena           | 2007      |
| Baltimore Thunders   | ANHS                               | Royal Farms Arena           | 2015      |

## Transport

### Réseau routier et autoroutier

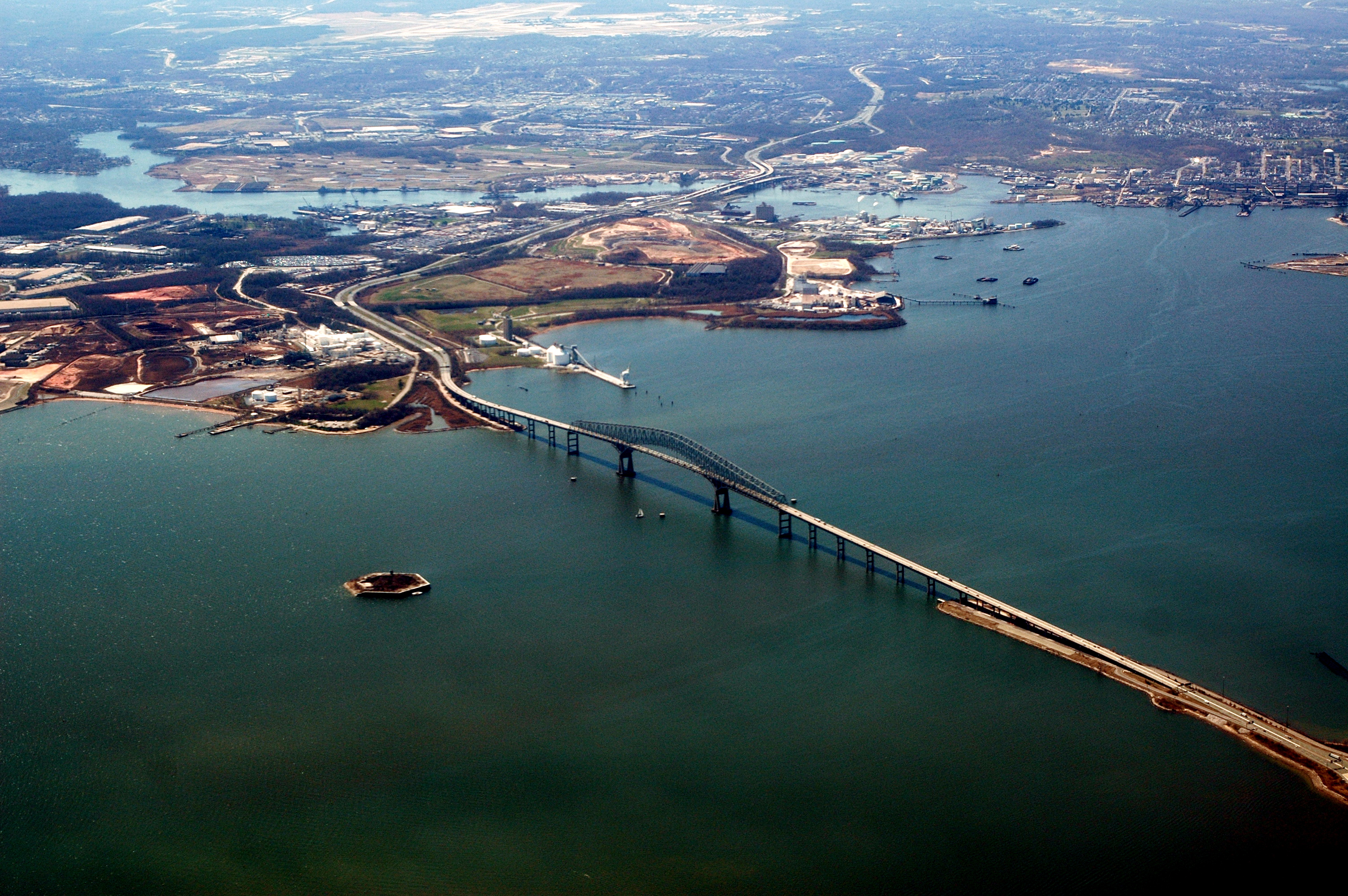
La Baltimore Beltway qui enjambe le Patapsco via le Francis Scott Key Bridge.

Baltimore est traversée par les autoroutes inter-États suivantes :
- Interstate 395 vers Washington et l'État de Virginie ;
- Interstate 695 (Baltimore Beltway) ;
- Interstate 795 (Northwest Expressway) ;
- Interstate 70 vers l'ouest et la région du Midwest ;
- Interstate 83 (Jones Falls Expressway) vers le centre de l'État de Pennsylvanie ;
- Interstate 895 (Harbor Tunnel Thruway) ;
- Interstate 95 (John F. Kennedy Memorial Highway) longe la côte est des États-Unis ;
- Interstate 97.

Certaines de ces autoroutes ne sont pas directement connectées entre elles mais elles rejoignent toutes l'Interstate 695 (aussi nommée Baltimore Beltway) qui entoure l'agglomération et traverse à son sud le fleuve Patapsco via le pont Francis Scott Key ; ce pont s'est effondré en 2024 après avoir été heurté par un porte-conteneurs.
L'Interstate 70 s'arrête aux limites de la ville en raison des protestations lancées par les riverains lorsqu'il était prévu qu'elle passe en centre-ville. L'opposition à ces projets de traversée de la ville fut menée par la sénatrice démocrate du Maryland Barbara Mikulski, ce qui força l'administration à changer par la suite ses plans d'aménagement routier. Les seules voies qui traversent le centre-ville de Baltimore sont l'U.S. Route 1, l'U.S. Route 40 et la Baltimore-Washington Parkway. Il existe également deux tunnels, le Fort McHenry Tunnel et le Harbor Tunnel qui permettent respectivement aux Interstate 95 et 895 de traverser la ville souterrainement. La plupart des rues du centre-ville sont à sens unique.

### Transports en commun
Les transports en commun de Baltimore sont opérés par la Maryland Transit Administration (connue aussi en tant que MTA Maryland), administration publique dont le réseau s'étend dans tout l'État du Maryland.
Baltimore possède plusieurs modes de transports publics. Son réseau de bus est constitué d'environ 850 véhicules. La ville a aussi une ligne de métro de 24,5 km de long et trois lignes de métro léger qui connectent entre autres le centre-ville à l'aéroport sur un réseau total de 48,3 km.

### Transport ferroviaire

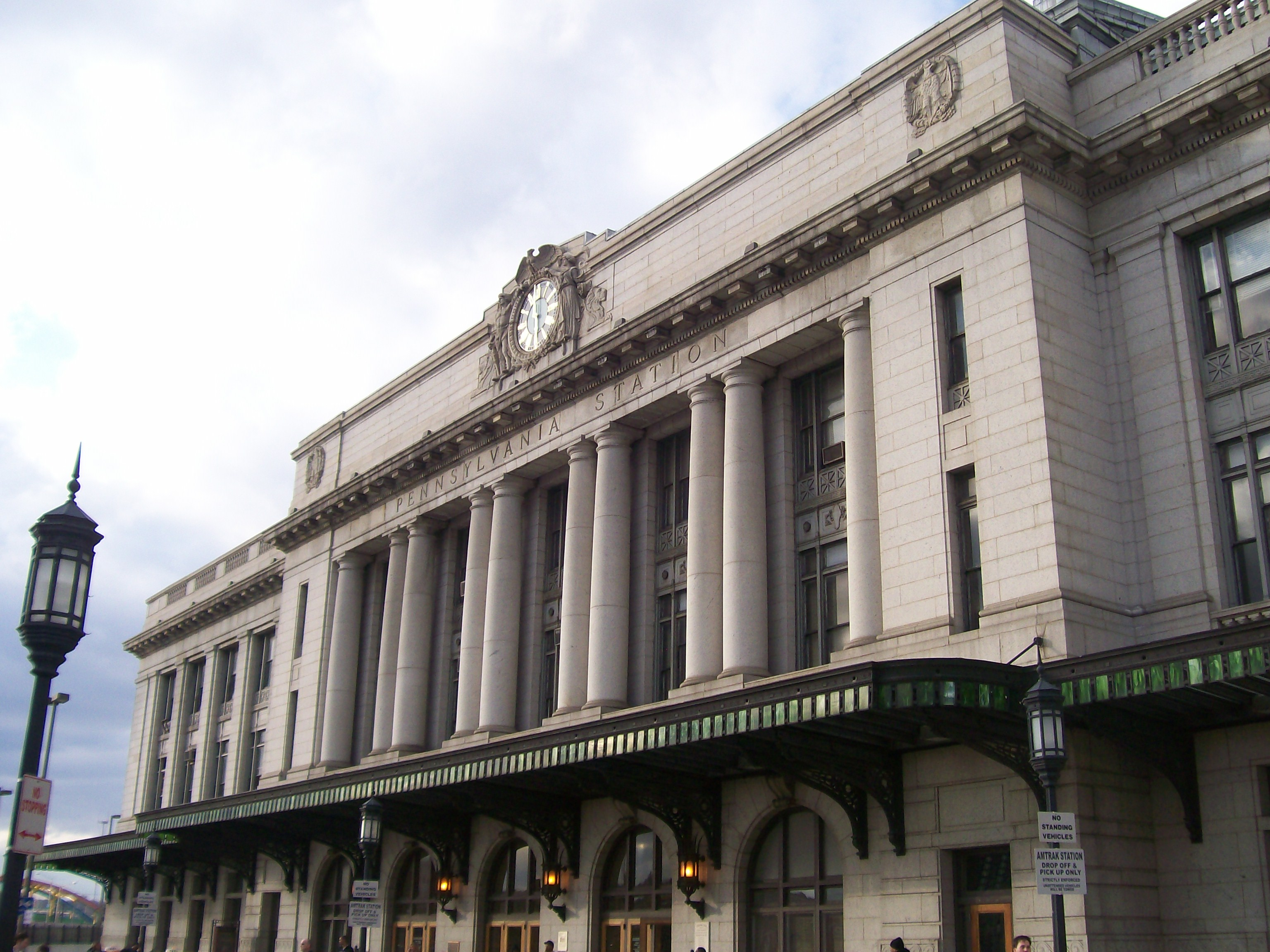
La Pennsylvania Station, nommée comme ses des autres villes d'après la compagnie du Pennsylvania Railroad.

Baltimore est une destination desservie par le couloir nord-est du réseau Amtrak, la ligne ferroviaire la plus utilisée aux États-Unis qui lie Boston (Massachusetts) à Newport News (Virginie). C'est la 8e ville du pays ayant le plus grand nombre de voyageurs en train avec 977 379 passagers en 2005.
La principale gare de la ville est la Pennsylvania Station, construite en 1911 avec une architecture de style Beaux-Arts. L'aéroport international Thurgood Marshall de Baltimore-Washington possède quant à lui sa propre station qui constitue la seconde grande gare de l'agglomération de Baltimore.
Les trains qui desservent Baltimore sont : 
- l'Acela Express : train à grande-vitesse Boston (Massachusetts) - Washington (District of Columbia) ;
- le Carolinian : New York (New York) - Charlotte (Caroline du Nord) ;
- le Crescent : New York (New York) - La Nouvelle-Orléans (Louisiane) ;
- le MARC Train : Washington (District of Columbia) - Baltimore et Washington (District of Columbia) - Perryville (Maryland) ;
- le Palmetto : New York (New York) - Savannah (Géorgie) ;
- le Regional : Boston (Massachusetts) - Newport News (Virginie) ;
- le Silver Star et le Silver Meteor : New York (New York) - Miami (Floride) ;
- le Vermonter : Saint Albans (Vermont) - Washington (district de Columbia).

### Transport aérien

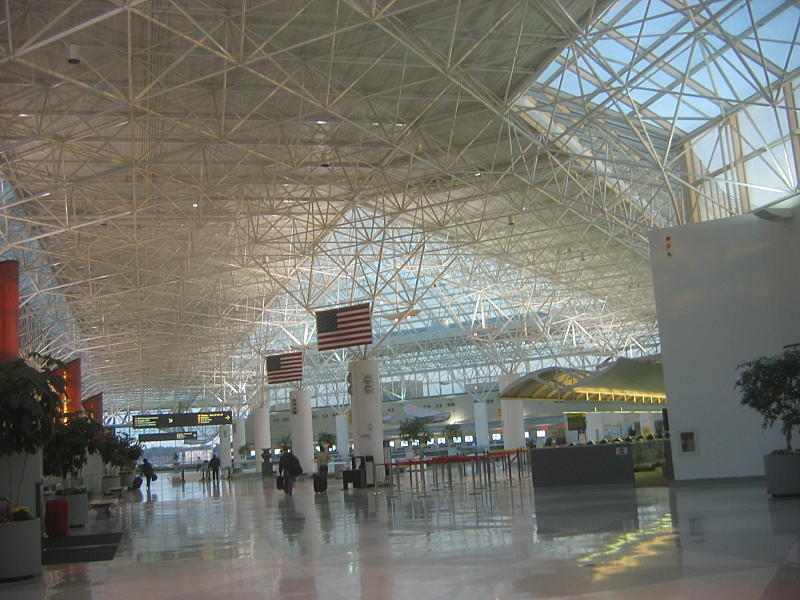
Terminal International (E) de l'aéroport international.

Baltimore est desservie par l'aéroport international Thurgood Marshall de Baltimore-Washington, qu'elle partage avec Washington. Il est situé à 16 km au sud de la ville sur le territoire de Linthicum dans le comté d'Anne Arundel (Maryland). Inauguré le 24 juin 1950 par le président Harry S. Truman, il s'appelait à l'origine le Friendship International Airport avant d'être renommé sous son nom actuel en 1972 lorsqu'il fut racheté par l'État du Maryland.
En nombre de passagers, l'aéroport international Thurgood Marshall est le 24e aux États-Unis avec 20,7 millions de passagers en 2006. En 2007, il assurait huit liaisons régulières internationales et 63 liaisons nationales tout en possédant également une activité cargo. Depuis la ville, l'accès à cet aéroport peut se faire par l'Interstate 95 puis la Baltimore-Washington Parkway (via l'Interstate 195), par le MARC Train, l'Amtrak ou encore le métro léger.
Baltimore possède également un second aéroport, le Martin State Airport, réservé exclusivement aux activités d'aviation générale. Les deux aéroports sont toujours opérés par l'État du Maryland par le biais de la Maryland Aviation Administration.

### Transport maritime
Historiquement et du fait de sa situation côtière, Baltimore a toujours été une ville dont l'activité fut très tournée vers la mer. Le port de Baltimore fut fondé en 1706, précédant même la naissance de la ville. Son activité fut à l'époque principalement commerciale, dans l'exportation de denrées agricoles et l'importation, entre autres, de tabac. À cela s'ajouta également une spécialisation dans la construction navale et dans l'accueil d'immigrés venus d'Europe.
Aujourd'hui, le port continue d'être un des moteurs économiques de Baltimore. Si sa plus ancienne portion, l'Inner Harbor, fut peu à peu transformée en quartier touristique et de loisirs, le port industriel s'est par la suite étendu en périphérie de la ville, au niveau de la jonction entre le fleuve Patapsco et la baie de Chesapeake. Chaque année, près de 30 millions de tonnes de marchandises y transitent et il génère indirectement, selon une estimation de l'administration, plus de 50 000 emplois. Une part importante du trafic est générée par le transport de véhicules et des métaux (acier). En 2002, le port de Baltimore était le 8e port des États-Unis avec 25,7 millions de tonnes de marchandises en transit.
Par ailleurs, de nombreuses navettes à usage notamment touristique effectuent des liaisons dans l'estuaire du Patapsco.

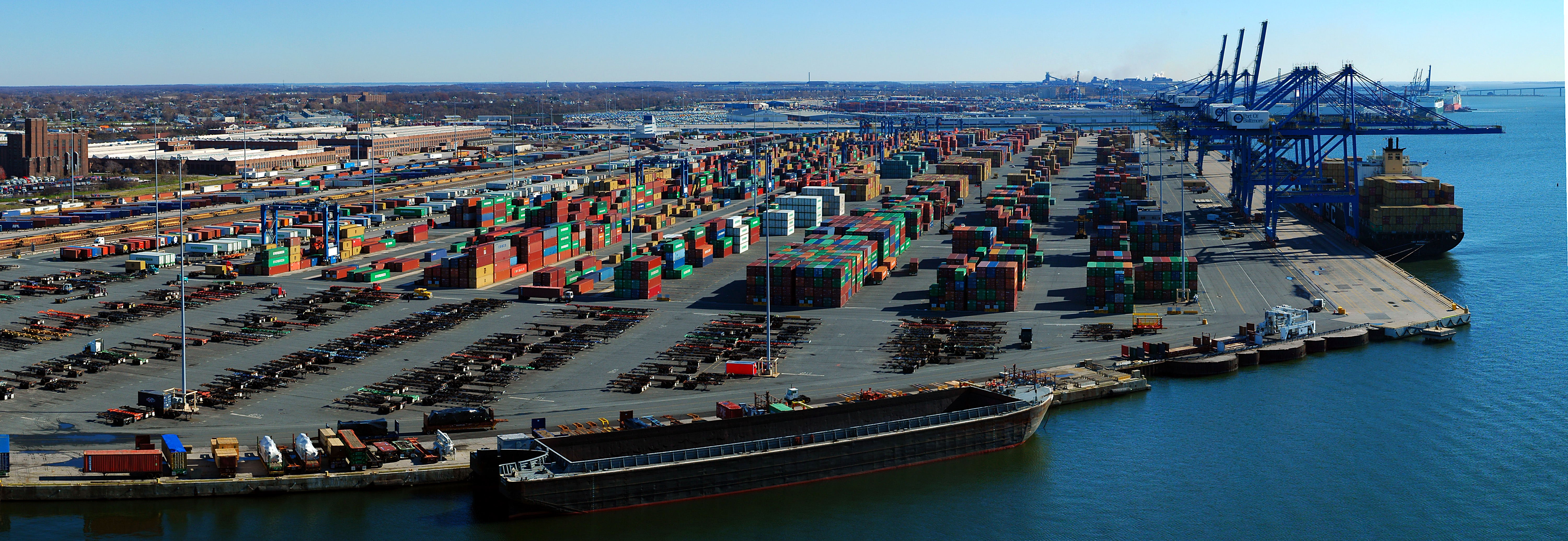
Le Seagirt Terminal du port de Baltimore.

## Jumelages
Baltimore est jumelée avec plusieurs villes à travers le monde :
| Ville | Ville                         | Pays | Pays         | Période                     |
| ----- | ----------------------------- | ---- | ------------ | --------------------------- |
|       | Alexandrie                    |      | Égypte       |                             |
|       | Ashkelon                      |      | Israël       |                             |
|       | Bremerhaven                   |      | Allemagne    |                             |
|       | Cadix                         |      | Espagne      |                             |
|       | Changwon                      |      | Corée du Sud | depuis 2018                 |
|       | Gbarnga                       |      | Liberia      |                             |
|       | Gênes                         |      | Italie       | depuis le 15 mars 1985      |
|       | Kawasaki                      |      | Japon        |                             |
|       | Le Pirée                      |      | Grèce        |                             |
|       | Louxor                        |      | Égypte       |                             |
|       | Odessa                        |      | Ukraine      | depuis le 17 septembre 1975 |
|       | Rotterdam                     |      | Pays-Bas     |                             |
|       | Salerne                       |      | Italie       |                             |
|       | ville métropolitaine de Gênes |      | Italie       | depuis le 15 mars 1985      |
|       | Xiamen                        |      | Chine        |                             |

## Galerie photographique

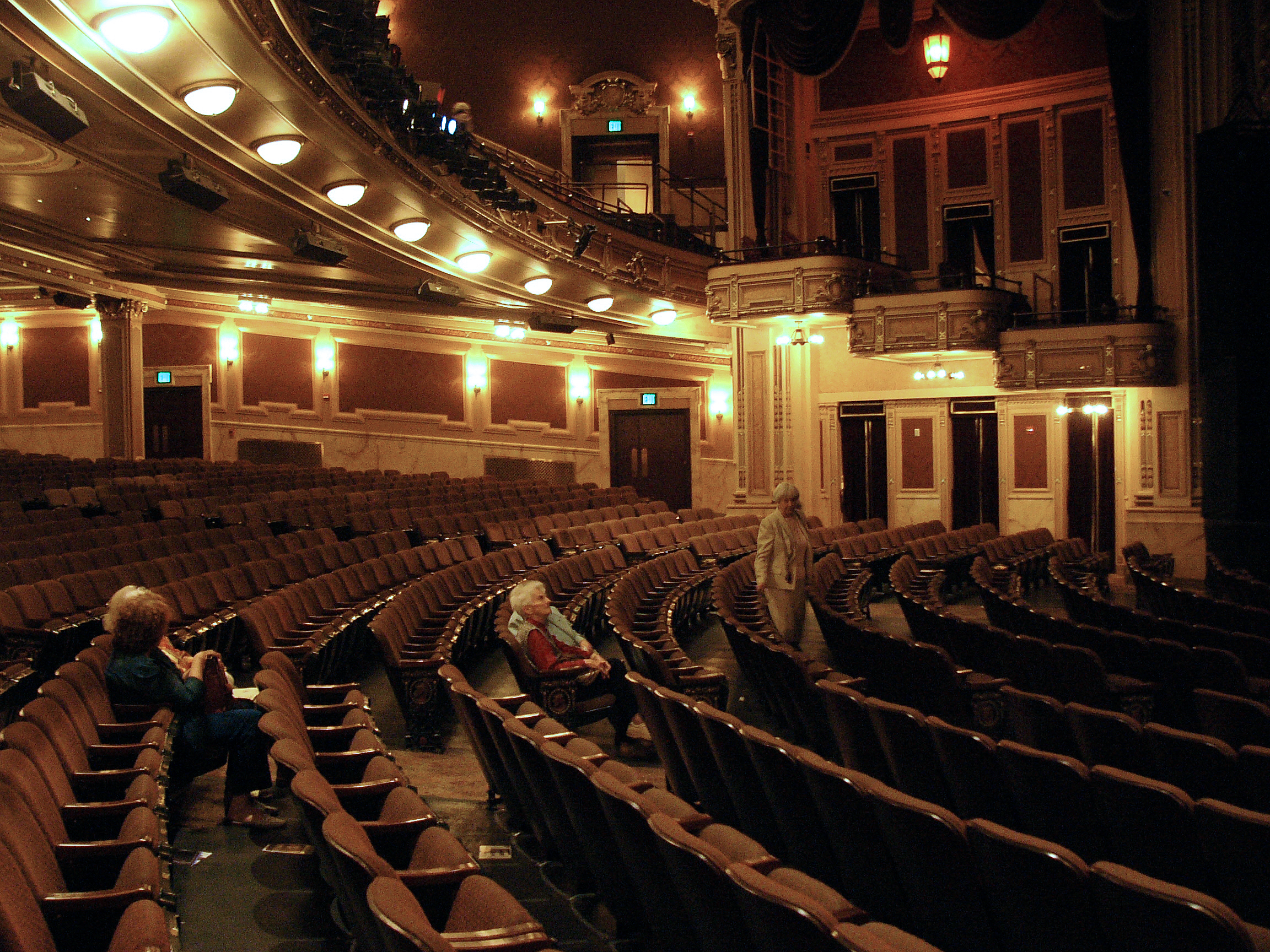
Intérieur de l'Hippodrome Theater.
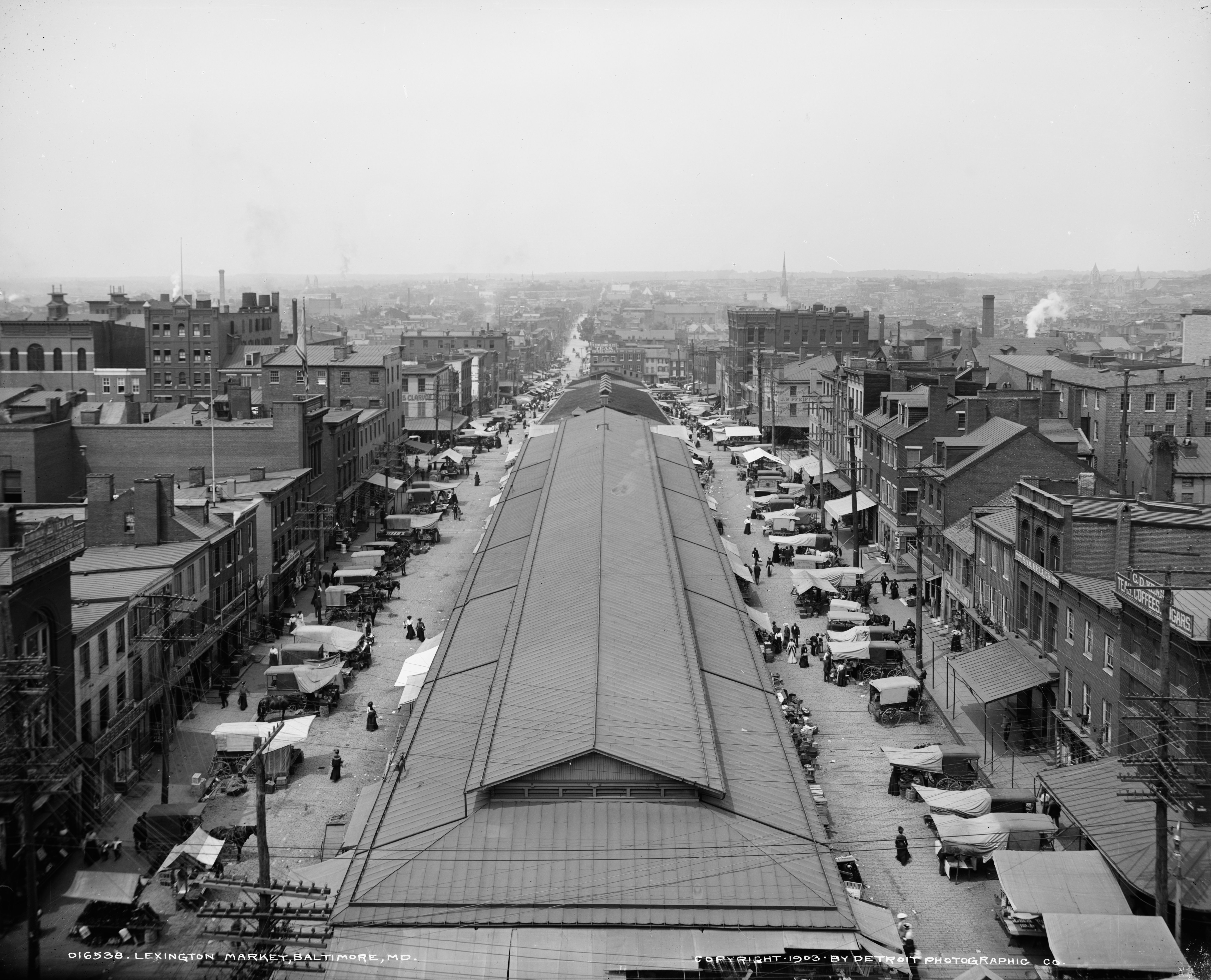
Le Lexington Market vers 1903.
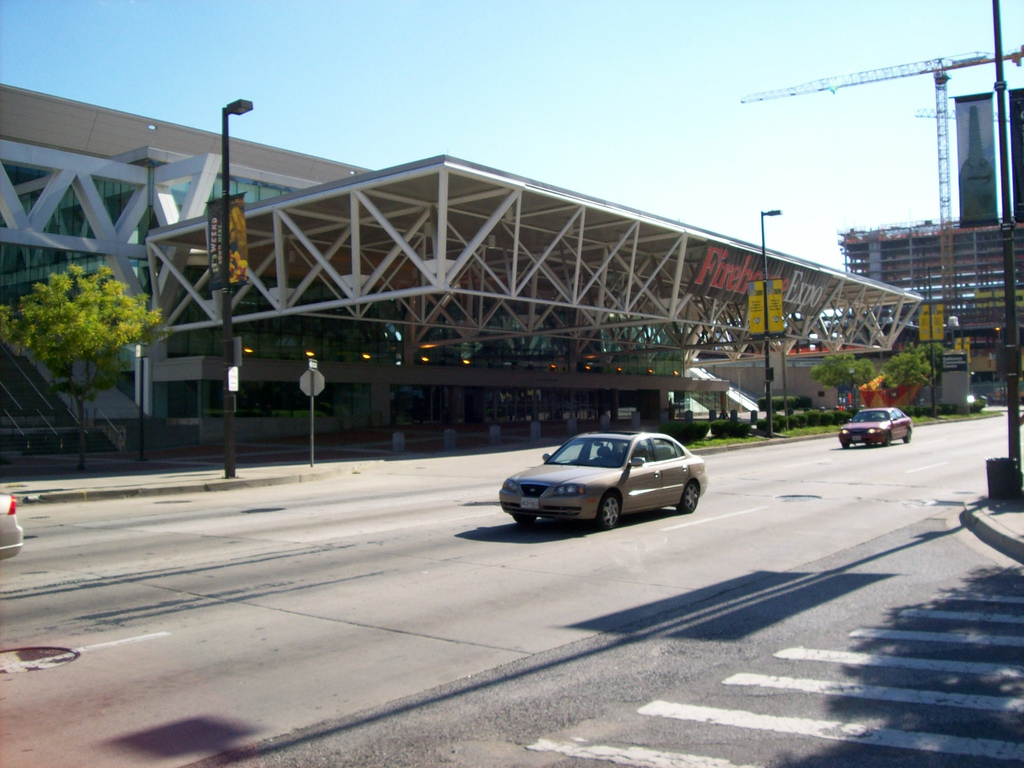
Le Baltimore Convention Center.
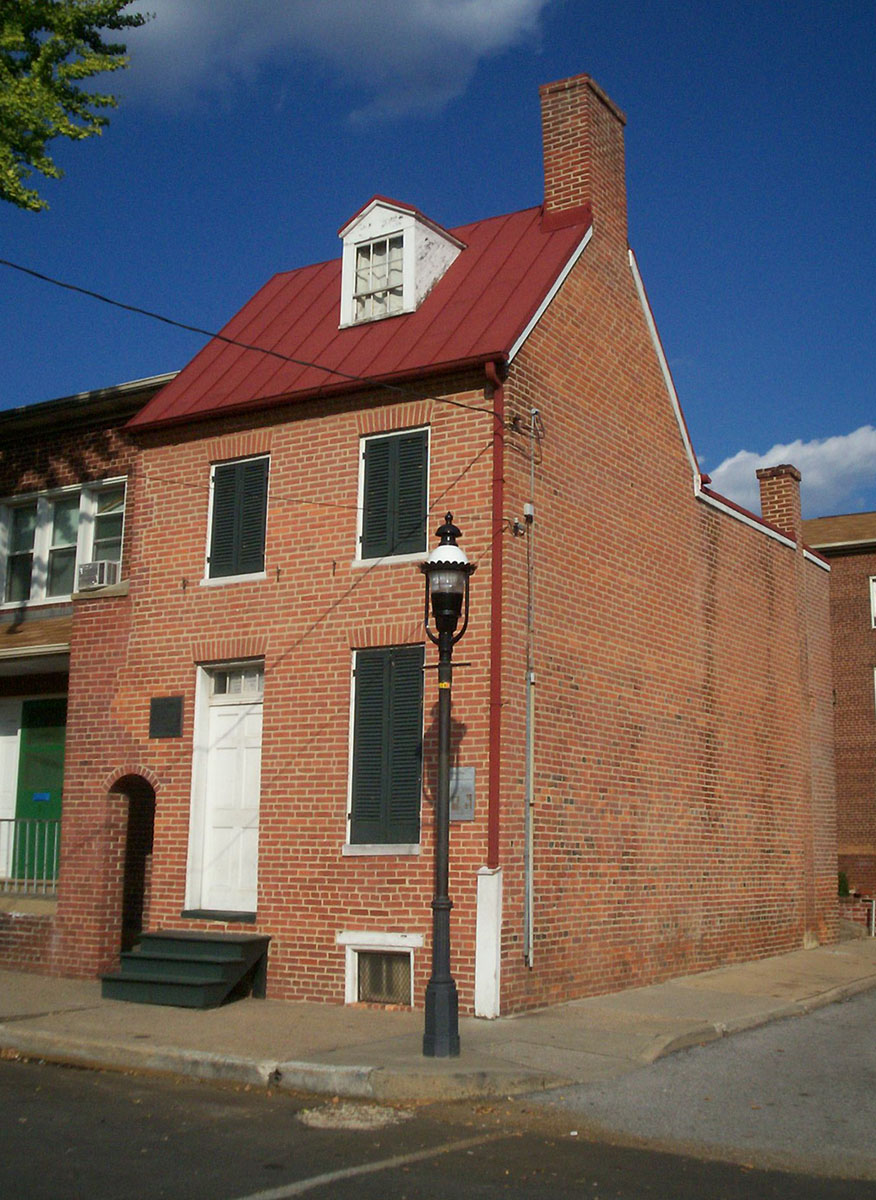
Maison d'Edgar Allan Poe.
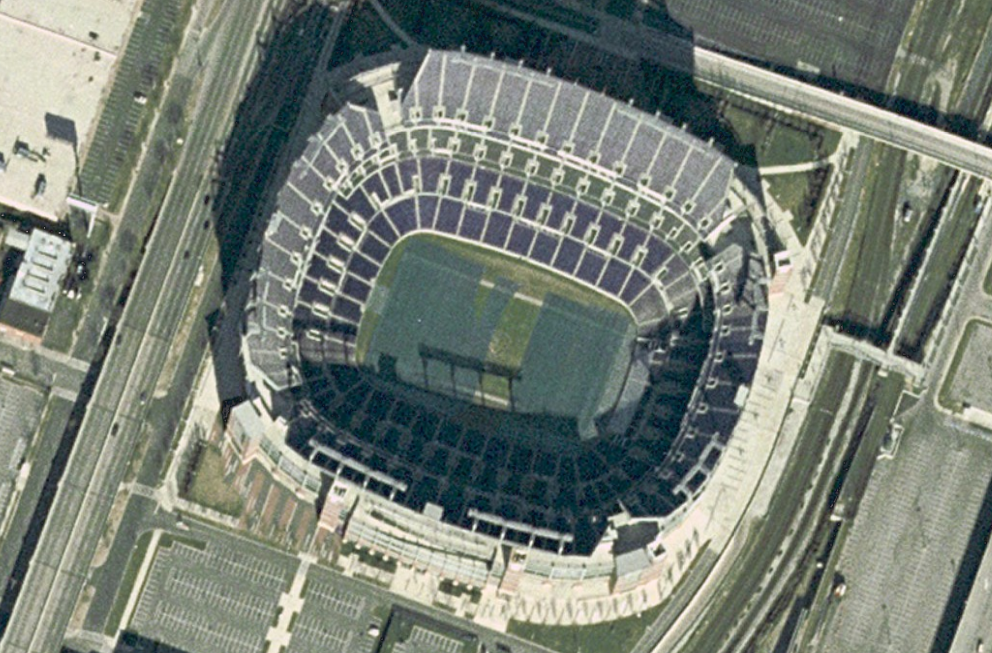
Vue aérienne du M&T Bank Stadium.
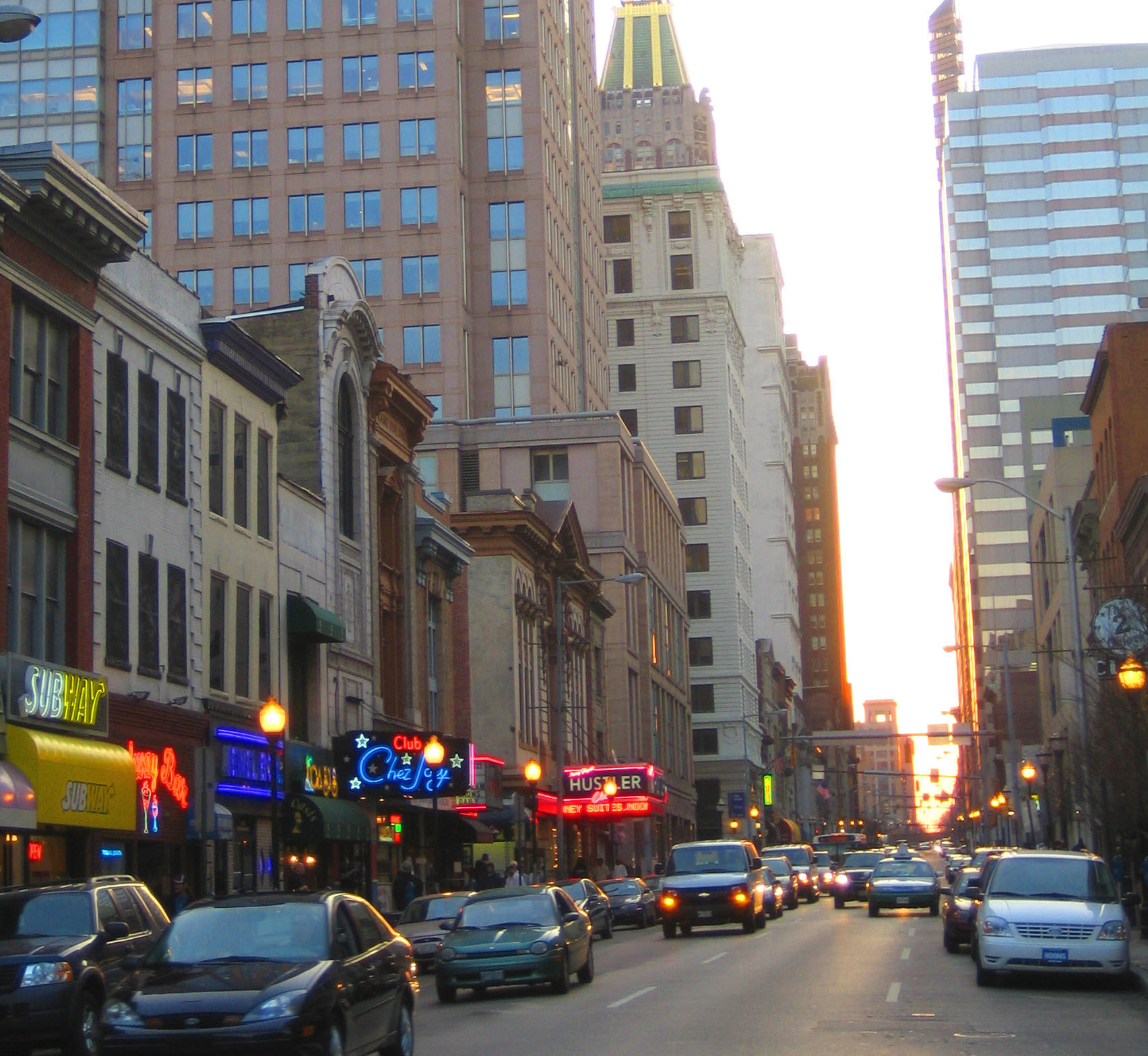
Le quartier du Block.
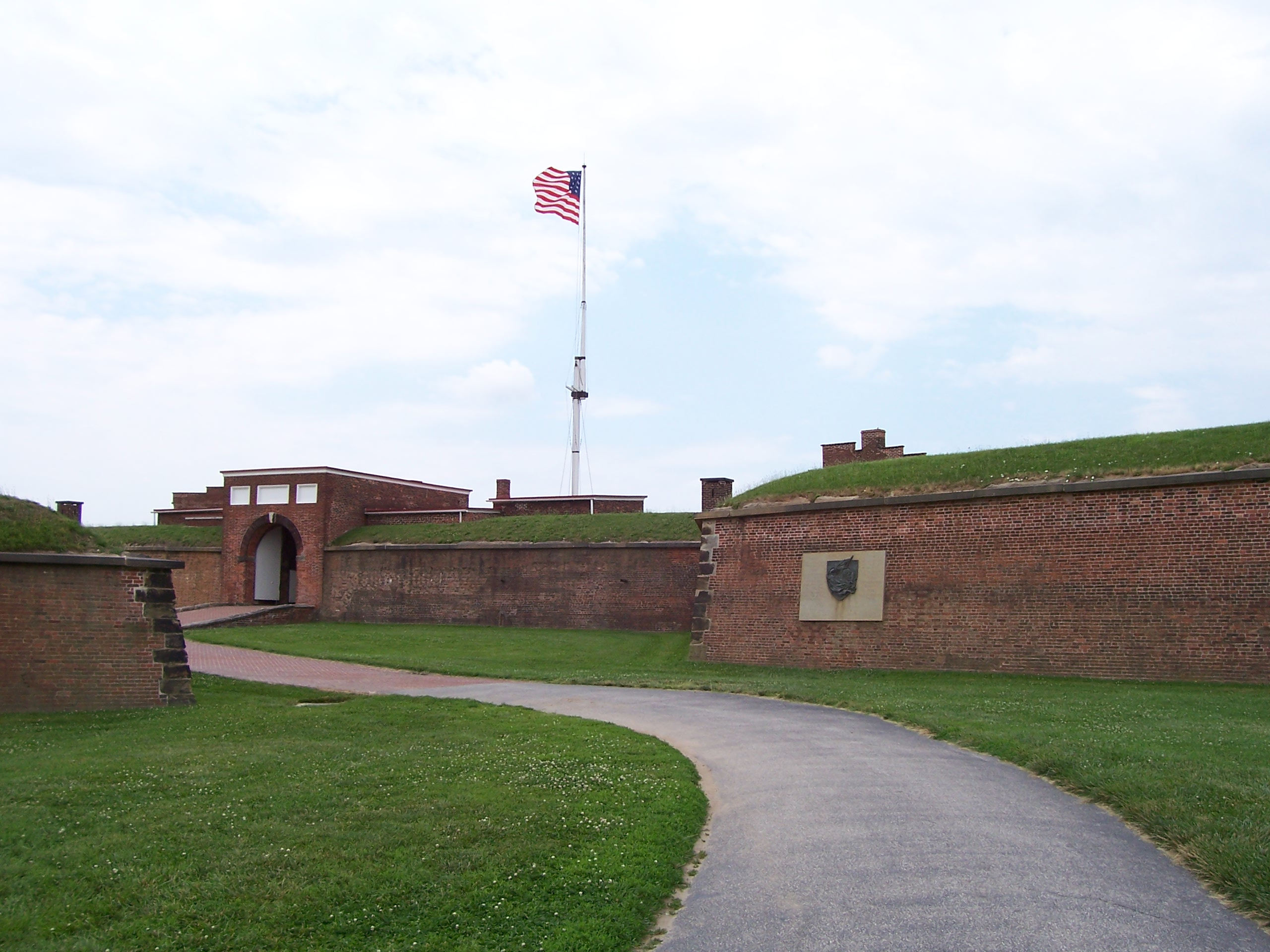
L'entrée du Fort McHenry.
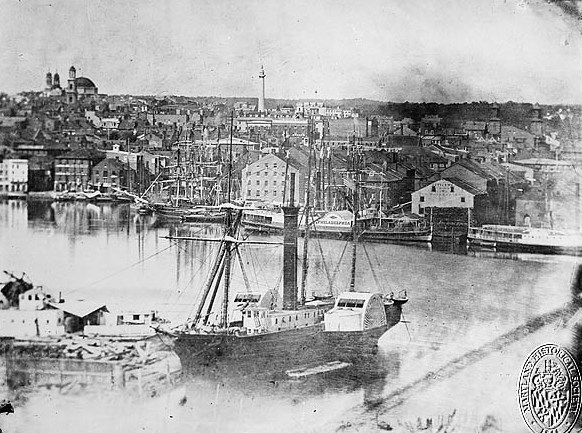
Port de Baltimore en 1849.